# Guerres de la Révolution française
- bataille de Valmy (1792)
- siège de Toulon (1793)
- bataille de Fleurus (1794)
- expédition de Quiberon (1795)
- bataille du pont d’Arcole (1796)
- siège de Mantoue (1797)
- bataille des Pyramides (1798)
- bataille d'Aboukir (1798)
- bataille de Zurich (1799)
- bataille de Marengo (1800)
- bataille de Hohenlinden (1800)
- bataille de Ravine-à-Couleuvres (1802)

Guerres de Coalitions
Batailles
Révolution haïtienne

Guerre de la Première Coalition

Guerre de Vendée

Chouannerie

Insurrections royalistes et fédéralistes

Invasion française de la Suisse de 1798

Guerre des Paysans

Rébellion irlandaise de 1798

Guerre de la Deuxième Coalition

Quasi-guerre

Les guerres de la Révolution française aussi nommées guerres révolutionnaires sont les conflits qui ont impliqué la France révolutionnaire contre d'autres pays européens, souvent coalisés, durant la période comprise entre 1792 (guerre contre le Saint-Empire et les royaumes de Bohême et de Hongrie) et le traité d'Amiens de 1802, première phase des guerres de Coalitions. Une distinction peut être faite entre la période dite de la Première Coalition (1792-1797) et la Deuxième Coalition (1798-1802), même si certains pays, et notamment le Royaume-Uni, étaient en guerre continue contre la France de 1793 à 1802.
Caractérisées par une ferveur révolutionnaire et des innovations militaires, ces multiples campagnes sauvèrent le régime révolutionnaire français, pourtant confronté à une sérieuse opposition européenne. De surcroît, les victoires qui s'ensuivirent contribuèrent à étendre de façon significative l'emprise territoriale de la France.

## Terminologie
On distingue en France les guerres de la Révolution française (1792-1802) des guerres napoléoniennes (1803-1815), qui font partie des guerres de Coalitions (1792-1815), séparées par la paix d'Amiens.

## Origines
Dès 1791, les monarchies d'Europe assistent avec préoccupation à la Révolution française et ses bouleversements et se demandent si elles doivent intervenir, soit pour aider Louis XVI, soit pour profiter du chaos en France. Le personnage clé de la situation était l'empereur Léopold II, frère de la reine Marie-Antoinette, l'épouse de Louis XVI. Léopold avait d'abord regardé la Révolution avec sérénité mais il devient de plus en plus inquiet lorsque la Révolution se radicalise. Le 27 août, Léopold II et le roi Frédéric-Guillaume II de Prusse, après avoir reçu en consultation des nobles émigrés français, publièrent la déclaration de Pillnitz qui déclarait l'intérêt des monarques d'Europe au bien-être de Louis XVI et de sa famille et menaçait de graves mais vagues conséquences quiconque les agresserait. Bien que Léopold II ait considéré la déclaration de Pillnitz comme un geste évasif pour apaiser les monarchistes français, la déclaration fut considérée en France comme une menace sérieuse et dénoncée par les dirigeants révolutionnaires.
En plus de différences idéologiques entre la France et les puissances monarchiques d'Europe, des disputes incessantes étaient provoquées par le statut des biens impériaux en Alsace. Les Français étaient par ailleurs préoccupés par l'agitation des nobles émigrés à l'étranger, en particulier dans les Pays-Bas autrichiens et les États d'Allemagne.

## Guerre de la Première Coalition (1792-1797)

### Campagne de 1792
L'Assemblée, sur une proposition du roi Louis XVI, déclare la guerre au « roi de Bohême et de Hongrie », cette expression désignant l'empereur du Saint-Empire et ses États, lors du vote du 20 avril 1792 après que le ministre des Affaires étrangères, Dumouriez, lui eut présenté une longue liste de griefs,. Dumouriez prépara une invasion immédiate des Pays-Bas autrichiens où il espérait un soulèvement populaire contre la domination de la maison d'Autriche. Cependant, la Révolution avait profondément désorganisé l'armée et les forces réunies furent insuffisantes pour tenter une invasion<. À la suite de la déclaration de guerre, les soldats français désertent en masse et, même dans un cas, assassinent leur général.
Alors que le gouvernement révolutionnaire lève d'importantes troupes fraîches et réorganise ses armées, qui étaient minées par les désertions et l'émigration, mal instruites et mal disciplinées, une armée alliée, composée de 112 000 hommes (60 000 Prussiens, 32 000 Impériaux, 8 000 Hessois et 12 000 Émigrés), commandée par Charles-Guillaume-Ferdinand, duc de Brunswick, se rassemble à Coblence sur le Rhin.
Au moment de l'invasion, le général Dumouriez secondé par les généraux Beurnonville, Moreton et Duval dispose de 30 000 hommes dans les camps de Maulde, de Maubeuge et de Lille et 23 000 dans celui de Sedan tandis que le maréchal Luckner avait sous ses ordres le général Biron à Strasbourg avec 20 000 hommes, le général Custine à Landau avec 15 000 hommes et le général Kellermann à Metz avec 20 000 hommes. Dès le 28 avril 1792, en Suisse, Porrentruy est occupée par le général Custine.

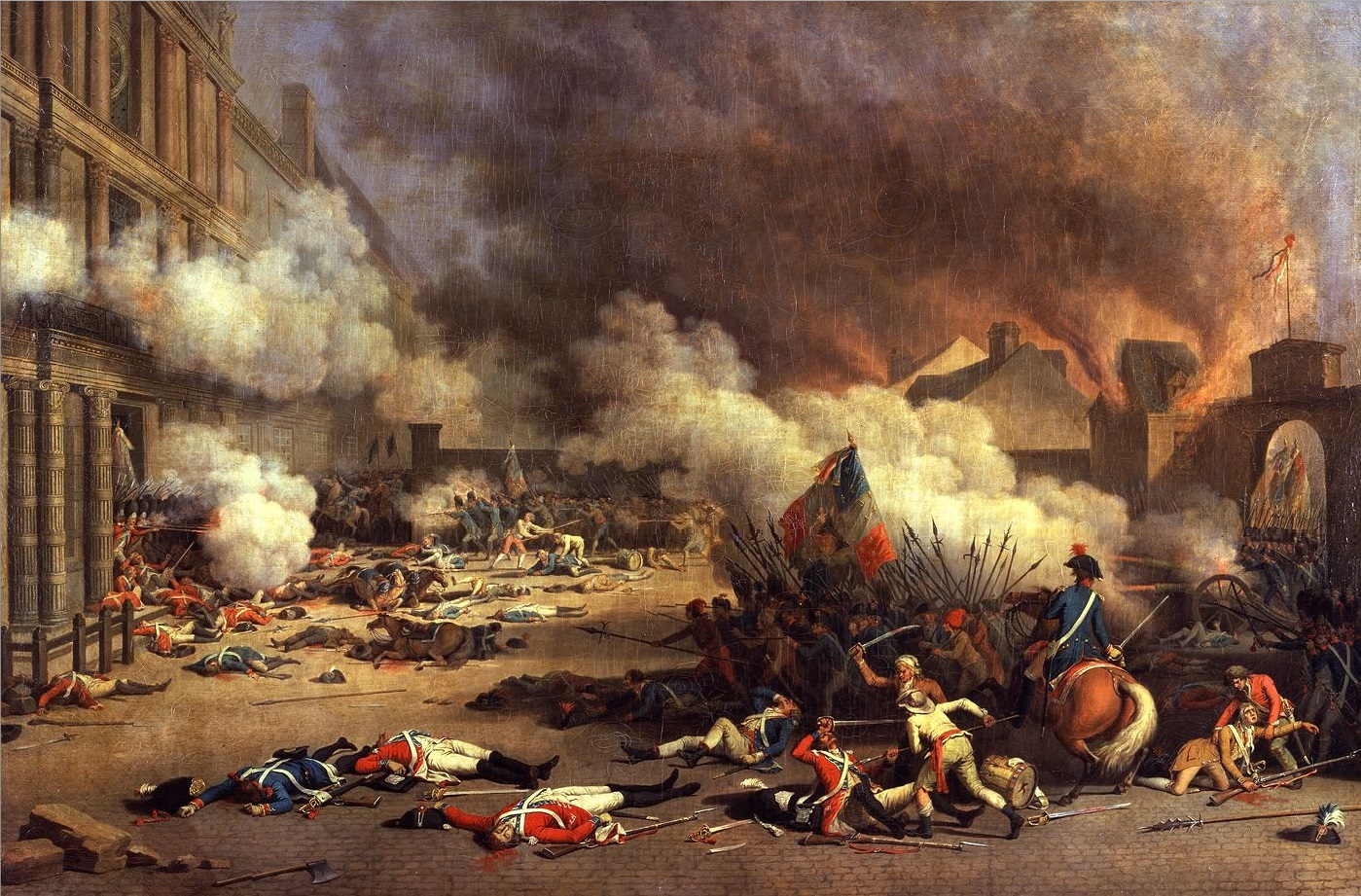
Prise du palais des Tuileries le 10 août 1792, durant la Révolution française, Jacques Bertaux, 1793, château de Versailles.

En juillet, l'invasion prussienne commence et l'armée de Brunswick prend facilement les forteresses de Longwy le 13 août et de Verdun le 2 septembre. Le duc avait signé quelques semaines plus tôt le manifeste de Brunswick — rédigé par un noble français de l'émigration, le chevalier de Limon — qui faisait part de la volonté des Alliés de restaurer le roi à son poste, de lui rendre les pleins pouvoirs et de traiter toute personne ou ville qui s'y opposerait comme rebelles passible de la peine de mort par la loi martiale. Cela n'eut pour effet que de renforcer la détermination de l'armée révolutionnaire et le gouvernement de s'y opposer par tous les moyens nécessaires. Le 10 août, la foule prend d'assaut le palais des Tuileries où séjournaient Louis XVI et sa famille.
L'invasion continue, mais à la bataille de Valmy, le 20 septembre, les alliés reculent face à l'armée française menée par Dumouriez et Kellermann. Bien que le résultat de la bataille fût nul tactiquement, il donne un coup de fouet au moral français. En outre, les Prussiens, constatant que la campagne est plus longue et plus coûteuse que prévu, décident que le coût et le risque de poursuite des combats sont trop grands et se retirent de France pour préserver leur armée. Le lendemain, la monarchie est officiellement abolie et remplacée par la Première République.
Cette campagne de 1792 s'achève sur une dynamique des armées révolutionnaires. Les Français remportent des succès sur plusieurs autres fronts. Dirigés par de Montesquiou, ils occupent Chambéry sans coup férir et la Savoie dès le 21-22 septembre,. Nice, alors dans le royaume de Sardaigne, suivra le 28 septembre sous l'effet d'une attaque menée par le général d'Anselme.
Au nord le général Custine à la tête de l'armée des Vosges envahit le Palatinat et même l'Allemagne. Il occupe en septembre et octobre plusieurs villes le long du Rhin (Spire, Worms…), tandis que les places fortes perdues en août sont reprises (Verdun le 14 octobre, Longwy le 22 octobre, levée du siège de Thionville dès le 16 octobre…) par Kellermann. Ainsi la place stratégique et de toute première importance qu'est Mayence tombe le 21 octobre aux mains des français commandés par Houchard et le demeure pour neuf mois. Custine arrive jusqu'à Francfort-sur-le-Main le lendemain (22 octobre), ses troupes franchissant le fleuve pour la première fois d'une longue série. En effet sept franchissements du Rhin (dont Provinces Unies) entre 1792 et 1800 vont se succéder pour les armées révolutionnaires avec des succès variés. Malgré des combats victorieux du côté de Limbourg le 9 novembre, Custine est repoussé d'Allemagne par les Prussiens dès début décembre. Les combats perdus du côté de la Montagne verte, de Pellingen, de Wawern en décembre obligent les français à retraiter. À la différence de Dumouriez, Custine recule et repasse sur la rive gauche du Rhin sans parvenir à vraiment consolider ses positions sur cette dernière. Cette incursion et les premières opérations — à défaut de campagne — en Allemagne n'auront duré que cinq semaines.
Enfin Dumouriez passe à l'offensive en Belgique. Avec 40 000 hommes et 100 canons, il remporte une importante et logique victoire sur les 13 500 Impériaux à Jemappes le 6 novembre face au gouverneur autrichien Albert de Saxe-Teschen (et son fils adoptif le jeune archiduc Charles). Dumouriez occupe en suivant la totalité des Pays-Bas autrichiens au début de l'hiver. Ainsi Charleroi, Bruxelles le 14 novembre, Liège, Anvers le 30 novembre, Namur le lendemain et enfin Aix-la-Chapelle le 8 décembre tombent successivement aux mains des troupes révolutionnaires qui atteignent la Roer.

### Campagne de 1793
Le 21 janvier, Louis XVI est exécuté. L'Espagne et le Portugal rejoignent la coalition anti-française en janvier 1793 et, le 1er février, la France déclare la guerre à la Grande-Bretagne et aux Provinces-Unies. Les États italiens rejoignent également.
La France décrète une nouvelle levée de trois cent mille hommes, commençant une politique de levée en masse pour pouvoir déployer plus de soldats que les États aristocratiques et se montrer offensive afin de récupérer le matériel de guerre de l'ennemi. Les Alliés lancent une campagne déterminée pour envahir la France avec la campagne de Flandres.
Après l'invasion de la Hollande par Dumouriez en février avec la prise de Breda puis de Mont Sainte Gertrude à l'embouchure de la Meuse, la France subit rapidement de graves revers en ce début de 1793. Elle est chassée du sud de la Hollande et surtout de Belgique à la suite de la lourde défaite de Dumouriez à Neerwinden en mars, puis à son passage chez l'ennemi autrichien début avril. Bruxelles est repris par les coalisés le 24 mars et ne sera resté dans le giron français que 4 mois.
Les défaites s'enchaînent en Belgique comme dans le Palatinat notamment pour Custine à Bingen en mars, Rixheim en mai et surtout Mayence perdue en juillet après plus de quatre mois de siège. De même la France commence à être à nouveau envahie en mai avec la défaite de Famars puis la chute des places de Condé et Valenciennes les 10 et 28 juillet.
En outre la Convention doit faire face à des révoltes internes dans l'Ouest et le Sud du pays. L'une d'entre elles, à Toulon, prépara le terrain pour un capitaine d'artillerie jusque-là inconnu du nom de Napoléon Bonaparte. Sa contribution à la planification du siège victorieux de la ville et de son port grâce à des batteries d'artillerie bien placées fut l'étincelle de sa fulgurante ascension ultérieure.
À la fin de l'année, la levée de nouvelles armées et la Terreur, politique interne de répression féroce avec des exécutions de masse, permettent de repousser les invasions grâce aux victoires de Jourdan à Hondschoote et Wattignies en septembre et octobre 1793 mais aussi de réprimer les révoltes intérieures. Hoche, Desaix et Pichegru parviennent à l'emporter en Alsace du côté de Wissembourg et Woerth en décembre, s'emparant de Spire, même si Mayence (tenue par Kléber et tombée en juillet) ne peut être reprise. Il en est de même pour les places fortes du Quesnoy, de Condé et Valenciennes toujours tenues par les Autrichiens (à la différence des forteresses de Maubeuge et Landrecies).
L'année se termine avec les forces françaises reprenant l'ascendant mais toujours en guerre à proximité de leurs frontières. La Révolution demeure sous la menace d'une percée des armées étrangères de la ligne de défenses et de fortifications édifiées par Vauban un siècle auparavant.

### Campagne de 1794
L'année 1794 voit un succès accru des armées révolutionnaires et même décisif sur le front nord.
Plus au sud, du côté des Pyrénées, la France chasse les armées espagnoles au cours de la guerre du Roussillon lors de la victoire des généraux Dugommier et Augereau au Boulou le 1er mai 1794 et pénètre en Catalogne. L'armée des Pyrénées poursuit jusqu'à la victoire de la Sierra Negra le 20 novembre 1794, suivie par la prise de Figueras. À l'autre bout des Pyrénées, Moncey qui remplace Muller, et les troupes françaises s'emparent de Saint-Sébastien et Tolosa en août 1794 sans atteindre Pampelune objectif initial de la campagne estivale.
Du côté des Alpes, les combats en Italie ne permettent en revanche aucune percée majeure vers la péninsule. Malgré les victoires de Saorge le 28 avril et de Dego le 21 septembre 1794, les troupes françaises dirigées par Kellermann, épaulées par Masséna, reviennent à leurs bases de départ vers Nice.
Au nord, les débuts sont difficiles face aux forces combinées autrichiennes et hollandaises du Stathouder. Le printemps 1794 est marqué par la défaite de Beaumont en Cambrésis suivie de la chute de Landrecies, ultime place forte de la deuxième ligne du pré carré de Vauban avant Paris le 30 avril mais aussi la prise de Kaiserslautern le 23 mai par les Prussiens.
La situation s'inverse pour les armées révolutionnaires notamment grâce à la bascule des deux armées des Ardennes et de Moselle (aile gauche) commandées par Jourdan vers la vallée de la Meuse via Dinant et Charleroi. Ces renforts se montent à près de 45 000 hommes, auxquels il faut ajouter les 30 000 de l'armée du nord (aile droite). Jourdan se voit octroyer des moyens substantiels lui permettant d'atteindre une masse critique pour son offensive vers Namur.
Après plusieurs tentatives de franchissement de la Sambre depuis le 10 mai, Jourdan maintient le même plan lors de son arrivée le 2 juin. Initié par Carnot, la mise en œuvre de ce plan d'attaque est déléguée au général en chef qui reste néanmoins sous le contrôle de Saint-Just, représentant en mission. Jourdan repasse cette rivière sans succès. Après la cinquième tentative -fructueuse- menée le 18 juin, Jourdan s'empare de Charleroi le 25 juin. Il remporte le lendemain une victoire décisive à Fleurus. Ce triomphe de la toute nouvelle armée de Sambre-et-Meuse lui permet d'envahir et annexer les États de Belgique, et la Rhénanie en suivant, rattachée de facto à la France (république cisrhénane de 1797), et ce jusqu'en 1814.
Pichegru (épaulé par Moreau, Delmas et Macdonald) à la tête de l'armée du Nord commande l'aile gauche du dispositif français conçu par Carnot. Il est confronté au duc d'York, au général Clerfayt, au général Kaunitz et au commandant en chef le prince Frédéric de Saxe-Cobourg. Pichegru remporte plusieurs victoires successives fin avril à Mouscron, en mai à Courtrai, Tourcoing puis Tournai. En juin, la victoire de Hooglede lui ouvre les portes de la place forte d'Ypres qui tombe le 17 juin. Le reflux lié à la victoire de Fleurus lui permet de percer vers le nord de la Belgique (prise d'Ostende et de Gand début juillet, suivie d'Anvers à la fin du mois). La coalition austro-anglaise se disloque sous l'effet des succès français, les Impériaux retraitant vers le Rhin. Pichegru prolonge sa poussée contre les seuls Anglo-Hanovriens du duc d'York et du futur duc de Wellington. Dans les Provinces-Unies, il l'emporte à Boxtel d'abord mi-septembre puis avance jusqu'à Nimègue qui tombe le 8 novembre.
Jourdan, à la tête de l'armée de Sambre-et-Meuse, et secondé notamment par Marceau, Bernadotte, Lefebvre, Championnet et Kléber, poursuit sur sa lancée en ce début d'été 1794.
En premier lieu, il confie à Schérer la libération des places fortes de Landrecies en juillet puis Le Quesnoy, Valenciennes et enfin Condé qui tombent en août. Jourdan investit Mons et Bruxelles le 10 juillet où il opère la jonction avec l'aile gauche confiée à Pichegru. Puis il descend la vallée de la Meuse vers Namur le 17 juillet puis Liège le 27 juillet avant de prendre la direction d'Aix-la-Chapelle, de la Roer et du Rhin.
La poussée est généralisée en Belgique, en Rhénanie et même dans le Palatinat. Ainsi sur la Moselle, Trêves est prise le 9 août 1794 par l'armée de Moselle commandée par Moreaux qui fera sa jonction en aval avec l'armée de Sambre et Meuse début novembre du côté de Coblence. Les victoires de Jourdan de Sprimont le 18 septembre puis Aldenhoven le 2 octobre assurent la conquête de la rive gauche du Rhin. L'armée impériale évacue et repasse le Rhin le 5 octobre du côté de Düsseldorf. Les villes de Cologne, Bonn, Worms, Oppenheim, Coblence tombent successivement en octobre 1794. Esseulée, l'armée prussienne de Möllendorf, successeur de Brunswick, repasse elle aussi le Rhin fin octobre sous la pression de l'armée du Rhin de Michaud secondé par Desaix (aile droite) et Gouvion Saint Cyr (aile gauche). Plus au nord la prise de Maastricht par Kléber est effective 4 novembre. Enfin l'évacuation de Mannheim par Wartensleben le 25 décembre 1794 parachève la victoire des armées révolutionnaires sur la rive gauche du Rhin. Seules les forteresses de Luxembourg et Mayence, encerclées, résistent encore.

### Campagne de 1795

#### Opérations militaires
En 1795, après une attaque surprise des Provinces-Unies par Pichegru lors d'un hiver particulièrement rude, la France crée la République batave en février en s'appuyant sur les Patriotes hollandais, exilés en 1787, qui chassent une nouvelle fois le Stathouder Guillaume V,. L'offensive éclair lancée à la fin décembre 1794 via le franchissement des cours gelés de la Meuse (île de Bommel), de la Waal puis du Rhin inférieur permet d'occuper toute la Hollande (prise d'Amsterdam le 18 janvier et de La Haye cinq jours plus tard). Les hussards de Pichegru, commandés par le lieutenant-colonel Lahure, réussissent à s'emparer de manière spectaculaire de la flotte ennemie de Texel prise dans les glaces du Helder le 23 janvier.
Le 10 février 1795, un traité de paix est conclu avec le grand-duché de Toscane.
La conquête complète des Provinces-Unies s'achève par la prise de Zwolle le 14 février. Puis les Anglais s'étant retirés vers la Westphalie et la rivière Ems, une ultime victoire de Macdonald eut lieu le 19 février à l'extrémité nord en Groningue. Moreau paracheva la déroute des dernières troupes anglaises en s'emparant du château de Bentheim le 4 mars.
Un traité de paix, signé à La Haye le 16 mai, permet de préciser les limites territoriales et les relations de la France avec cette première république sœur.
La Prusse et l'Espagne décident alors de faire la paix. Elles suivent l'exemple du grand-duc de Toscane qui le premier quitte la Première Coalition et signe la paix le 9 février 1795. Elles signent le double traité de Bâle le 5 avril 1795 (avec la Prusse) et le 22 juillet 1795 (avec l'Espagne) qui donne la rive gauche du Rhin à la France et Saint Domingue, et provoque le retrait des armées françaises d'au-delà des Pyrénées. Cela met fin à la période de crise de la Révolution et la France put se sentir libre de toute menace d'invasion pour de nombreuses années.
Néanmoins l'Autriche refuse tout armistice ou traité de paix malgré la perte de la Belgique et de la Rhénanie (chute de la forteresse de Luxembourg le 7 juin 1795 obtenue par le général Hatry), la neutralisation des Provinces Unies et la défection de l'allié prussien.
La Grande-Bretagne tente de soutenir les rebelles vendéens mais échoue. À Paris, une tentative royaliste de renverser le gouvernement par la force fut mise en échec par la garnison menée par Bonaparte le 13 vendémiaire (octobre 1795), conduisant à l'établissement du Directoire.
Sur la frontière du Rhin, une première campagne d'Allemagne contre l'Autriche débute en septembre 1795 avec un double franchissement du fleuve par les deux armées révolutionnaires (Sambre et Meuse de Jourdan et Rhin et Moselle avec Pichegru nommé à sa tête en avril). Les troupes autrichiennes sont dirigées par Wurmser et Clerfayt, épaulé par Latour.
Cette offensive est lancée dans un contexte de vifs débats à propos du Rhin, des récentes conquêtes et des futures frontières de la République. Ainsi en août 1795 est lancé dans la presse parisienne (le Journal de Paris) un concours : « Est-il de l'intérêt de la République française de reculer ses limites jusqu'au bord du Rhin ? ». L'ensemble des réponses est favorable à l'annexion par la France de la région, prônant un retour de l'équilibre européen et l'idée des frontières naturelles de la France. La possibilité de la fondation d'une République sœur est rejetée dans la plupart des réponses, estimant qu'une république serait trop vulnérable à une guerre civile, ouvrant la voie au retour de la domination habsbourgeoise.
La nouvelle campagne, de moins de trois mois, est méconnue. Comme la toute première incursion en Allemagne qui ne dura que quelques semaines à l'automne 1792, elle se déroule pour partie sur la rive droite du Rhin en septembre et octobre. Rapidement l'offensive française de Jourdan et Pichegru en Allemagne est stoppée. L'essentiel des combats se poursuit sur la rive gauche de manière plus défensive. Sans grande bataille ni percée spectaculaire, elle constitue une transition après les victoires du même binôme de 1794 et une préparation en vue de la double offensive de l'été 1796. Largement cantonnée aux alentours de Mayence et Mannheim, le manque de moyens, d'équipements, de chevaux, d'hommes (et même de motivation pour Pichegru) et enfin d'argent autre que des assignats sans valeur obérera les possibilités de part et d'autre. Jourdan ira jusqu'à souligner fin octobre 1795 dans un rapport au Directoire « la plus grande pénurie de subsistances », ainsi que le nombre élevé de désertions qui en découle.
Initiée et planifiée par le futur directeur Carnot, promue par Sieyès, cette campagne vise à faire céder l'Autriche, en vue d'un abandon impérial, c'est-à-dire autrichien, de la rive gauche du Rhin. Cette renonciation sera obtenue deux ans plus tard lors du traité de Campo-Formio d'octobre 1797 grâce aux victoires italiennes de Bonaparte.
Au nord Kléber traverse le fleuve sur un pont flottant au niveau de Düsseldorf le 6 septembre 1795. Les premiers combats de Jourdan sont victorieux avec l'appui des généraux Kléber, Marceau, Bernadotte, Lefebvre, Soult, Championnet. En face de Coblence, Marceau mène le siège de la forteresse de Ehrenbreitstein jusqu'au 18 octobre. Après sa victoire à Hennef le 15 septembre, Championnet (appuyé par Lefebvre) obtient la reddition de la garnison bavaroise de Düsseldorf le 21 septembre.
Plus au sud, Pichegru (épaulé par les généraux Gouvion Saint Cyr, Davout, Delmas et Desaix) passe sur la rive droite au niveau de Mannheim (qui est prise le 20 septembre) et de la Neckar sans réelle coordination avec Jourdan. Il rate l'opportunité de s'emparer de la base de ravitaillement de Clerfayt à proximité de Heidelberg. Cet acte manqué est d'autant plus signifiant que les deux armées de Jourdan et Pichegru manquent de moyens et de vivres. Ceci nourrit les premiers soupçons à l'égard du héros de la campagne de Hollande. Une conférence est organisée le 4 octobre entre Jourdan et Pichegru, en présence des représentants Reubell et Merlin de Thionville, du côté d'Ober-Ingelheim afin de coordonner les efforts…sans succès.
Le général Pichegru, négociant secrètement avec Condé et les royalistes en exil, trahit de fait son armée via ses tergiversations, ce qui entraîne alors les défaites sur la rive droite de Handschuhsheim dès le 24 septembre, de Höchst le 12 octobre, puis sur la rive gauche de Monbach le 29 octobre, de Pfeddersheim le 10 novembre, de Frankenthal le 13 novembre. Pichegru décide alors de se replier sur Landau le 18 novembre, laissant la garnison de Mannheim sans espoir. Concernant les places fortes sur le Rhin, la reddition de Mannheim le 22 novembre deux mois après son occupation (10 000 prisonniers français, auxquels on peut rajouter le futur maréchal Oudinot blessé puis capturé en octobre à Neckarau à proximité de Mannheim), l'échec du blocus de Mayence par Jourdan mais aussi le siège interrompu de la forteresse de Ehrenbreitstein mi-octobre soulignent l'inanité d'une campagne à repenser pour l'avenir.
Quelques combats menés par Marceau seront néanmoins victorieux. Envoyé par Jourdan pour protéger l'aile gauche de Pichegru et éviter tout risque d'enveloppement, Marceau obtient des succès le 10 novembre dans le Hunsrück (gorges de Stromberg et Kreuznach) puis du côté de Sulzbach le 17 décembre juste avant la proposition soudaine d'armistice des Autrichiens. Jugée inespéré, Jourdan signe rapidement l'armistice, exigeant néanmoins qu'il intègre l'armée du Rhin et Moselle.
Les armées françaises se positionnent uniquement sur la rive gauche sans gain politique ou territorial. Hormis la conquête de la Hollande en début d'année, l'éviction des prussiens de la Première Coalition en avril et la chute de la place de Luxembourg en juin, l'année 1795 s'achève sur un statu quo entre l'Autriche et la France. Un armistice est alors signé fin décembre avec les Autrichiens et clôt l'année 1795.
Il en va de même en Italie du côté du Piémont. Malgré la victoire de Loano le 24 novembre 1795, les troupes françaises commandées par Schérer (qui avait remplacé Kellermann) et épaulé par les généraux Masséna, Joubert, Sérurier, Augereau…) n'ont pu progresser de manière décisive et ce pour la deuxième année consécutive.
Enfin Moncey reprend son offensive avortée de 1794 en direction de Pampelune et Bilbao. Ses victoires de juillet 1795 à Vitoria et la prise de Bilbao permettent la signature accélérée de la paix avec l'Espagne. Les troupes françaises se retirent au-delà des Pyrénées, tandis que Saint Domingue passe entièrement sous souveraineté française.

#### Traités de Bâle (5 avril et 22 juillet 1795)
Les traités de Bâle d'avril et de juillet 1795 constituent un succès diplomatique crucial pour la République française parce qu'ils entérinent de nombreuses conquêtes militaires. Ainsi, le traité d'avril entérine la reconnaissance l'occupation française de la rive gauche du Rhin, tandis que le traité de juillet confirme la reprise de la partie espagnole de Saint-Domingue en échange du retrait français des territoires espagnols conquis.
De plus, ces traités de paix réduisent la pression militaire sur le nouveau régime, avec l'arrêt officiel des combats avec la Prusse et l'Espagne,, entérinant une relative légitimité de la France fraîchement républicaine comme puissance européenne. La France n'a désormais comme principal adversaire continental que l'empire d'Autriche, dont l'hostilité à la France révolutionnaire est liée à l'exécution de la reine Marie-Antoinette en 1793 et en raison des percées françaises dans d'anciennes possessions autrichiennes en Belgique et aux Pays-Bas.

### Campagne d'Italie de Bonaparte (1796-1797)
En mars 1796, le Directoire confie à Bonaparte le commandement de l'armée d'Italie, une force mal équipée et dont le moral est au plus bas. Il y règne, en plus, un fort sentiment monarchiste. Le 27 mars, il prend officiellement le commandement à Nice. Les instructions du gouvernement sont claires, Bonaparte doit repousser les Autrichiens d'Italie pour obliger la maison de Habsbourg à signer une paix. Pour réussir cet objectif, l'armée d'Italie dispose d'environ 30 000 hommes et d'officiers talentueux. Ainsi, Louis-Alexandre Berthier, André Masséna et Pierre Augereau secondent Bonaparte.

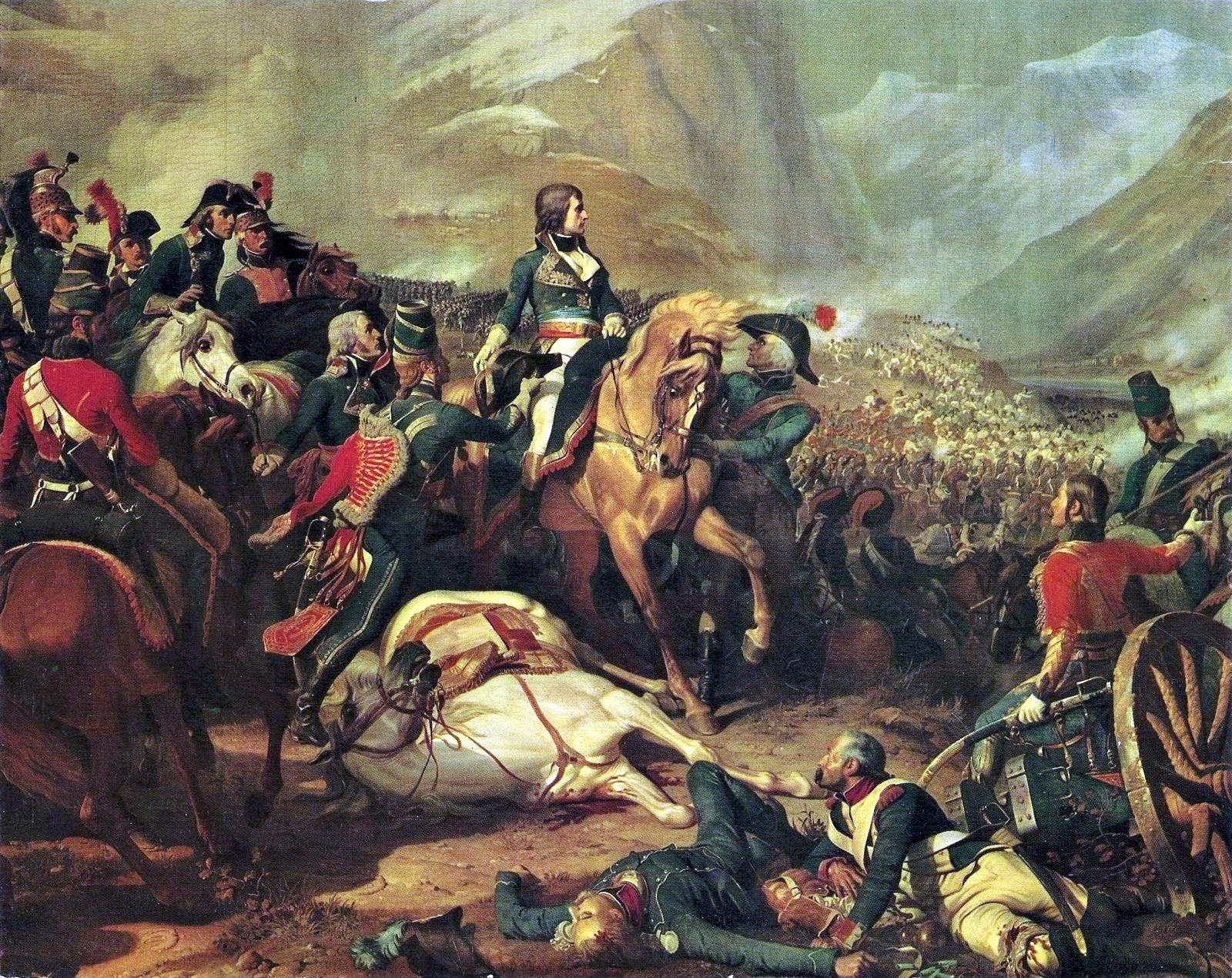
Bonaparte à la bataille de Rivoli, Félix Philippoteaux, 1844.

La campagne est lancée en avril avec une offensive française dans les Alpes ligures. Bonaparte remporte la bataille de Montenotte le 12 avril, suivie de Millesimo le 13 avril, Dego le 15 avril et Ceva 16 avril. Le 21 avril, la victoire à Mondovi force le Royaume de Sardaigne à signer l'armistice de Cherasco, retirant le pays de la première coalition. En moins d'un mois de combat, Bonaparte a déjà mis hors-d'état de combattre 12 000 Autrichiens et pris possession du Piémont. Poursuivant son opération, l'armée d'Italie traverse le Pô et affronte des forces autrichiennes à Fombio, puis remporte la bataille du pont de Lodi le 10 mai. Cette victoire lui permet de rentrer dans Milan, une place stratégique de la Lombardie. La ville de Mantoue devient alors un objectif majeur, ainsi, au début du mois de juillet, le siège de la ville est confié au général Sérurier. Le 15 octobre, Bonaparte fonde la république cispadane avec Modène et les légations, enlevées au pape.
Malgré plusieurs tentatives autrichiennes pour briser l'encerclement, Bonaparte remporte de nouvelles victoires durant la fin de l'année 1796. Les principales sont celles de Castiglione le 5 août, Bassano le 8 septembre et la célèbre du pont d'Arcole du 14 au 17 novembre. La défaite autrichienne lors de la bataille de Rivoli en janvier 1797 scelle le sort de Mantoue qui tombe peu de temps après. Après la chute de la ville fortifiée, Bonaparte avance vers le Tyrol autrichien et y pénètre grâce aux victoires de Tarvis et de Valvasone en mars 1797. L'archiduc Charles, dépêché par Vienne seulement deux mois plus tôt, est contraint de battre en retraite après avoir perdu le quart de son armée et laisse le champ libre à Bonaparte. Alors que ce dernier n'est plus qu'à une centaine de kilomètres de la capitale autrichienne, Bonaparte signe avec ses ennemis des préliminaires de paix à Leoben le 17 avril 1797, assurant à la France la domination des Pays-Bas autrichiens, de la rive gauche du Rhin et de la Lombardie.
La campagne redessine la carte politique de l'Italie et voit la naissance de plusieurs Républiques sœurs, pour affaiblir les puissances traditionnellement maîtresses de la région. De plus, le pape Pie VI, déjà en froid avec Bonaparte avec la signature du traité de Tolentino, est capturé et fait prisonnier en février 1798.

### Campagne d'Allemagne (1796-1797)
Cette campagne militaire est menée du 31 mai 1796 au 5 février 1797 par les généraux français Jourdan et Moreau en Allemagne (Bavière, Wurtemberg…). Elle se déroule au-delà du Rhin, franchi pour la quatrième fois depuis 1792, la rive gauche ayant été très largement conquise lors des campagnes précédentes en 1794-1795. Pendant plus de huit mois, elle oppose les armées de Sambre et Meuse (dirigée par le général Jourdan) et Rhin et Moselle (dirigée par le général Moreau qui a remplacé Pichegru soupçonné de double jeu) de la République française aux forces du Saint-Empire romain germanique dirigées par le jeune archiduc autrichien Charles.
La campagne d'Allemagne, conçue comme prioritaire, est combinée avec la campagne d'Italie menée par Bonaparte débutant fin mars 1796 et qui se poursuivra jusqu'en avril 1797. Lors de la conception du plan stratégique par le Directoire sous l'égide de Lazare Carnot,, l'Italie est perçue comme une diversion et un théâtre d'opérations secondaire permettant une division des forces autrichiennes. La réalité sera inverse.
Une fois l'armistice du 31 décembre 1795 dénoncé, la campagne commence avec le passage du Rhin le 31 mai 1796 du côté de Düsseldorf par Kléber et le 10 juin vers Neuwied par Jourdan (général en chef secondé par les généraux Kléber, Marceau, Bernadotte, Lefebvre, Championnet, Soult, Ney...). Elle se renforce le 23 juin par Moreau (épaulé par les généraux Desaix, Ferino, Gouvion-Saint-Cyr, Vandamme, Sainte-Suzanne, Delmas, Abbatucci…) qui franchit le fleuve au niveau de Kehl. Ferino fait de même au niveau de Huningue. Les deux armées mal coordonnées mèneront l'offensive en direction de Vienne (sans la menacer, les avant-gardes s'arrêtant à plus de 400 km de la capitale autrichienne) et de la Bohème. Pour l'armée de Sambre et Meuse, la percée s'effectue jusqu'à Amberg, à l'est de Nuremberg et pour l'armée de Rhin et Moselle jusqu'à Mainbourg (sud de Ratisbonne) et les abords de Munich avant de devoir battre en retraite.
L'offensive menée par l'armée de Sambre et Meuse composée de 78 000 hommes fut au départ une succession de combats victorieux (hormis les défaites de Uckerath et de Wetzlar le 15 juin) : Siegburg, Altenkirchen, Neuwied, Francfort sur le Main, Bamberg, Altendorf, Forchheim et enfin Sulzbach. L'échec de Neumarkt et d'Amberg le 24 août précipita la retraite, la défaite de Wurzburg et le retour précipité sur la rive gauche du Rhin fin septembre.
L'offensive de l'armée Rhin et Moselle composée de 79 500 hommes connut davantage de succès, y compris fratricides contre le modeste corps des émigrés dit de Condé (victoires des gorges d'Ellmunster et de Schweighausen, de Oderkammlach…). Les victoires successives de Freudenstadt, de Rastatt, Alpersbach, Ettlingen, Stuttgart, Aalen, Neresheim, Friedberg, Geissenfeld et enfin Mainbourg s'accumulent de juin à fin août. Le retour sur le Rhin s'imposa pourtant à compter du 10 septembre du fait de l'isolement et des risques engendrés sur le flanc nord et les arrières par la retraite de Jourdan. Malgré la victoire de Biberach le 2 octobre qui sécurisa la retraite, les défaites de Emmendingen puis Schleingen obligèrent Moreau à quitter la rive droite le 26 octobre. Sa proposition d'armistice ayant été refusée, il laissa les places-fortes de Kehl et Huningue encerclées et soumises à un siège de plusieurs mois.
La contre-offensive de l'Archiduc Charles (qui dirigeait à partir du départ de Wurmser mi-juin l'ensemble des forces autrichiennes soit 150 000 hommes et qui était épaulé par Baillet-Latour, Kray, Wartensleben...) menée à partir du 22-24 août depuis Amberg correspond à une tactique napoléonienne classique, à savoir : concentration de ses propres forces, attaques distinctes d'adversaires séparés, poursuite des retraitants pour éviter tout rétablissement... Largement concentrée sur l'armée de Sambre et Meuse, elle eut pour effet direct d'obliger Jourdan à reculer de près de 400 kilomètres en quatre semaines, s'appuyant sur Marceau pour d'ultimes combats d'arrière-garde à Limburg et Altenkirchen ; et pour effet indirect d'amener Moreau à retraverser la Forêt-Noire sous pression.
La campagne d'Allemagne de 1796 n'a donc pas eu l'impact escompté, à la différence de la campagne d'Italie, malgré les traités de paix avec le Wurtemberg (qui cède Montbéliard, Héricourt et Riquewihr) puis le Bade (qui cède Huningue et Kehl) signés en août 1796. À l'instar de la tentative similaire de septembre-novembre 1795 menée par les généraux Jourdan et Pichegru, l'absence de réelle coordination et la division des forces en deux armées sur deux axes distincts (vallée du Main et vallée du Danube) entrainèrent un échec patent. Il demeurera limité sur le plan des pertes grâce aux retraites opérées, particulièrement celle de Moreau au travers des défilés de la Forêt Noire comme le « Val d'Enfer » qui fut perçue comme un modèle du genre. De même les tentatives de contre-attaques autrichiennes pour reprendre pied sur la rive gauche du Rhin avortèrent notamment du côté de Neuwied les 20-21 octobre ou en Alsace en janvier.
L'échec de la campagne aboutit au remplacement de Jourdan par Beurnonville puis Hoche, à la mort de Marceau (21 septembre 1796), à la démission de Kléber (26 décembre 1796) et à la chute des places fortes de Kehl et Huningue (9 janvier et 5 février 1797). Il facilite également l'envoi en renfort pour la deuxième fois de forces autrichiennes en Italie via le Tyrol fin 1796 (Wurmser avait été dépêché vers le front d'Italie dès juin 1796 avec près de 25 000 hommes). Ces renforts n'empêchèrent pas la défaite de Rivoli et la chute de Mantoue. Parallèlement deux divisions (Bernadotte et Delmas) fortes de 17 000 hommes quittèrent le front du Rhin. Elles parviennent à rejoindre en février 1797 Bonaparte en Italie, juste avant son ultime poussée décisive en Vénétie, puis en Carinthie.
Campagne d'Allemagne (avril 1797)
Une troisième campagne d'Allemagne est donc nécessaire. Elle est menée par les généraux Moreau et Hoche, qui viennent d'arriver sur le Rhin après son débarquement avorté sur les côtes irlandaises en décembre 1796. L'opération est lancée à nouveau comme en septembre 1795 et juin 1796 via un double franchissement du Rhin les 18 et 22 avril 1797. Malgré deux précédents échecs, la même stratégie est retenue par le Directoire et Carnot : deux armées distinctes, sans commandement unifié, attaquent conjointement selon deux axes de pénétration en Allemagne au-delà du Rhin.

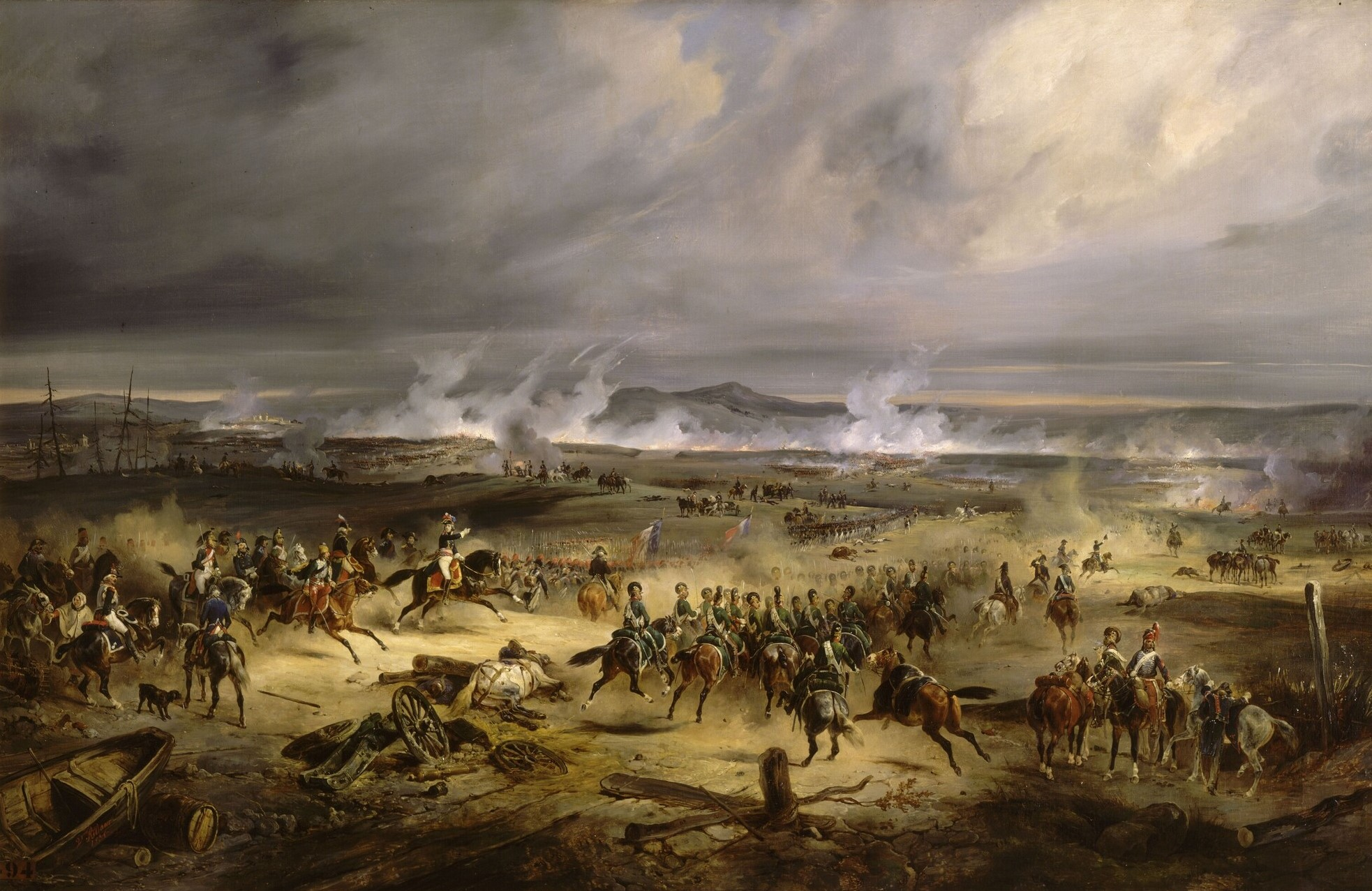
Bataille de Neuwied, Victor Adam, 1836, château de Versailles.

Hoche, épaulé notamment par Championnet et Lefebvre, initie l'offensive au nord au niveau de Coblence face à Werneck et Kray. Hoche bat Werneck à la bataille de Neuwied avec 35 000 hommes. Plus au sud, Moreau, secondé notamment par Desaix et Gouvion Saint Cyr, complète l'attaque du côté de Kehl quatre jours plus tard après avoir vaincu Anton Sztáray à Diersheim le 21. C'est à cette occasion que Moreau s'empare du fourgon de Klinglin, découvrant la correspondance secrète de son camarade Pichegru avec Condé et sa trahison de 1795.
L'offensive française est stoppée rapidement malgré des succès initiaux à la suite des préliminaires de paix du traité de Leoben, prélude au traité de Campo-Formio d'octobre 1797 qui consacrera l'abandon de la rive gauche du Rhin par les Autrichiens. Lancée trop tardivement, la double attaque française avorte. Bonaparte a emporté la décision sur le front italien devenu déterminant face au front rhénan et des campagnes répétitives. Le 2 septembre, Hoche reçoit le commandement de l'armée de Rhin-et-Moselle et établit son quartier général à Wetzlar, près de Coblence. Après son retour de Francfort, le 13 septembre, sa santé se détériore rapidement et il meurt à Wetzlar le 19 septembre de tuberculose.

## Guerre de la Deuxième Coalition (1798-1802)
La Deuxième Coalition (1798-1802) est une alliance de puissances européennes, menée par la Grande-Bretagne, visant à contenir la France révolutionnaire et restaurer la monarchie. Elle regroupe notamment la Russie, l'Autriche, l'Empire ottoman et plusieurs États italiens et allemands. Après plusieurs affrontements, elle se dissout avec les traités de Lunéville (1801) et d'Amiens (1802).

### Campagne d'Égypte (1798-1801)
La campagne d'Égypte menée par Napoléon Bonaparte constitue la plus importante opération militaire amphibie de l'Histoire militaire française, du fait de ses moyens et effectifs, regroupant 171 pièces d'artillerie, 200 tonnes de poudre, 100 000 boulets, 8 millions de cartouches de fusils, 500 tonnes de plomb, auxquels s'ajoutent près de 36 000 hommes mobilisés (incluant les 167 scientifiques participant à l'expédition. Lancée en 1798, cette expédition vise à couper la route des Indes à la Grande-Bretagne, tout en servant les ambitions personnelles et politiques de Bonaparte. Elle cherche également à étendre l'influence française en Méditerranée orientale et à marquer les esprits en alliant conquête militaire et mission scientifique.
La flotte française débarque à Alexandrie en juillet 1798 et s'empare rapidement de la ville. Peu après, Bonaparte remporte la bataille des Pyramides, ce qui lui permet de prendre le contrôle du Caire. Cependant, la campagne prend un tournant défavorable avec la destruction de la flotte française par l'amiral britannique Nelson lors de la bataille navale d'Aboukir, qui isole l'armée française en Égypte de la métropole. Sur le terrain, Bonaparte tente de consolider sa position, mais doit faire face à une forte résistance locale, à la pression des troupes ottomanes et à un climat difficile. L'expédition en Syrie, marquée par le siège manqué de Saint-Jean-d'Acre montre les limites de l'entreprise. Malgré quelques victoires, comme celle d'Aboukir en 1799, la situation reste fragile, presque compromise, pour les forces françaises.

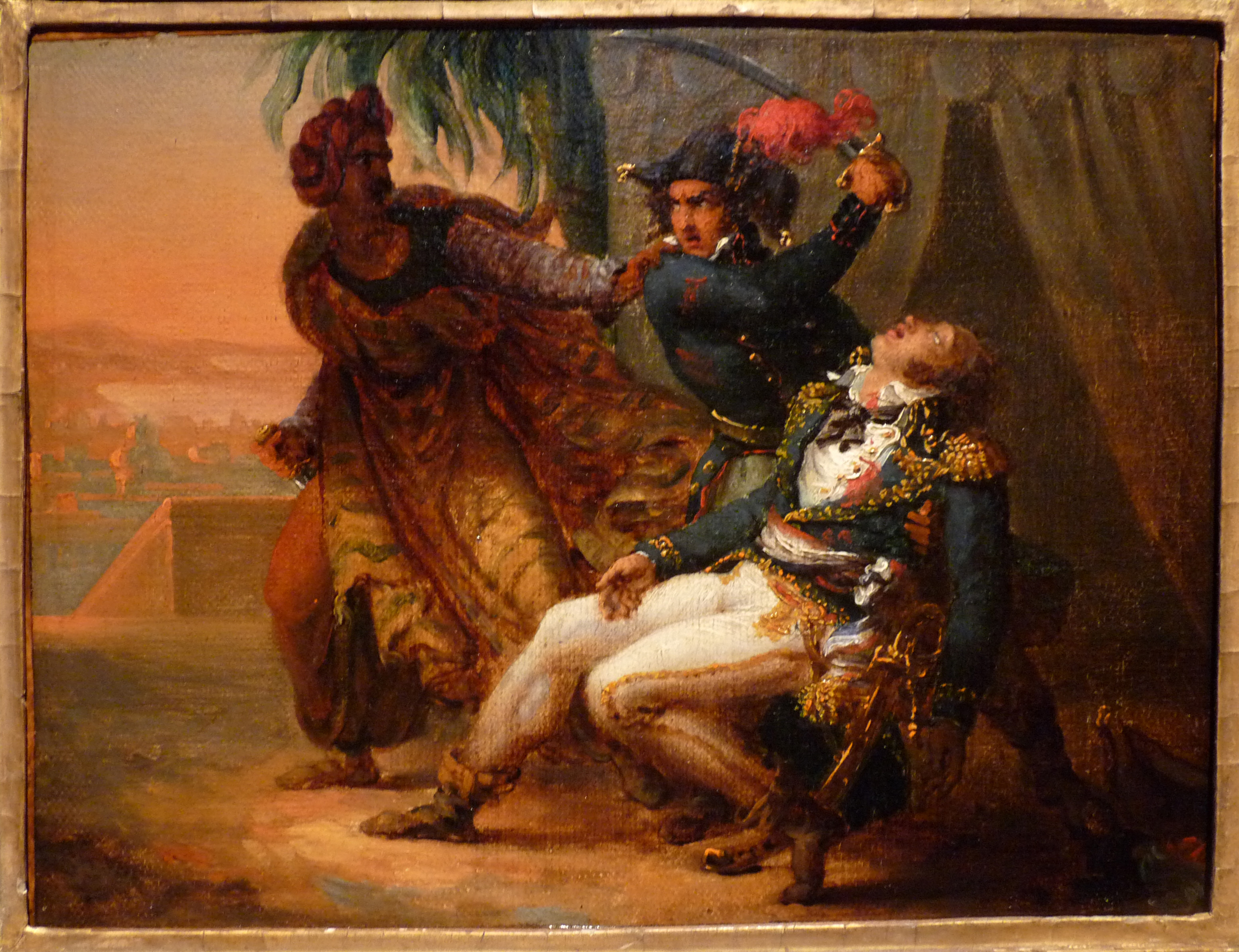
Assassinat de Kléber. Antoine-Jean Gros (1820), Musée historique de Strasbourg.

En 1799, Bonaparte quitte discrètement l'Égypte pour rentrer en France et laisse le commandement au général Kléber, qui est rapidement assassiné. Son successeur, Menou, capitule en 1801 face aux forces britanniques après les chutes du Caire et Alexandrie. Bien que la campagne échoue militairement, elle offre à Bonaparte un immense prestige en métropole et renforce son image de chef charismatique et stratège visionnaire. Par ailleurs, l'expédition laisse une empreinte sur le plan scientifique et culturel. Les savants embarqués fondent notamment l'Institut d'Égypte.

### Campagne de Hollande de 1799
L'invasion anglo-russe de la Hollande, également connue sous le nom de « Campagne de Hollande » s'est déroulée du 27 août au 19 novembre 1799, et est marquée par l'invasion de la région nord-ouest de Hollande (République batave) par une coalition composée de forces britanniques et russes, de l'ordre de 32 000 hommes. La campagne a pour double objectif de neutraliser la flotte batave et de favoriser un soulèvement des partisans de l'ancien stathouder Guillaume V contre le gouvernement batave, favorable aux Français. Une coalition entre des armées française et batave de puissance équivalente s'oppose à cette invasion.

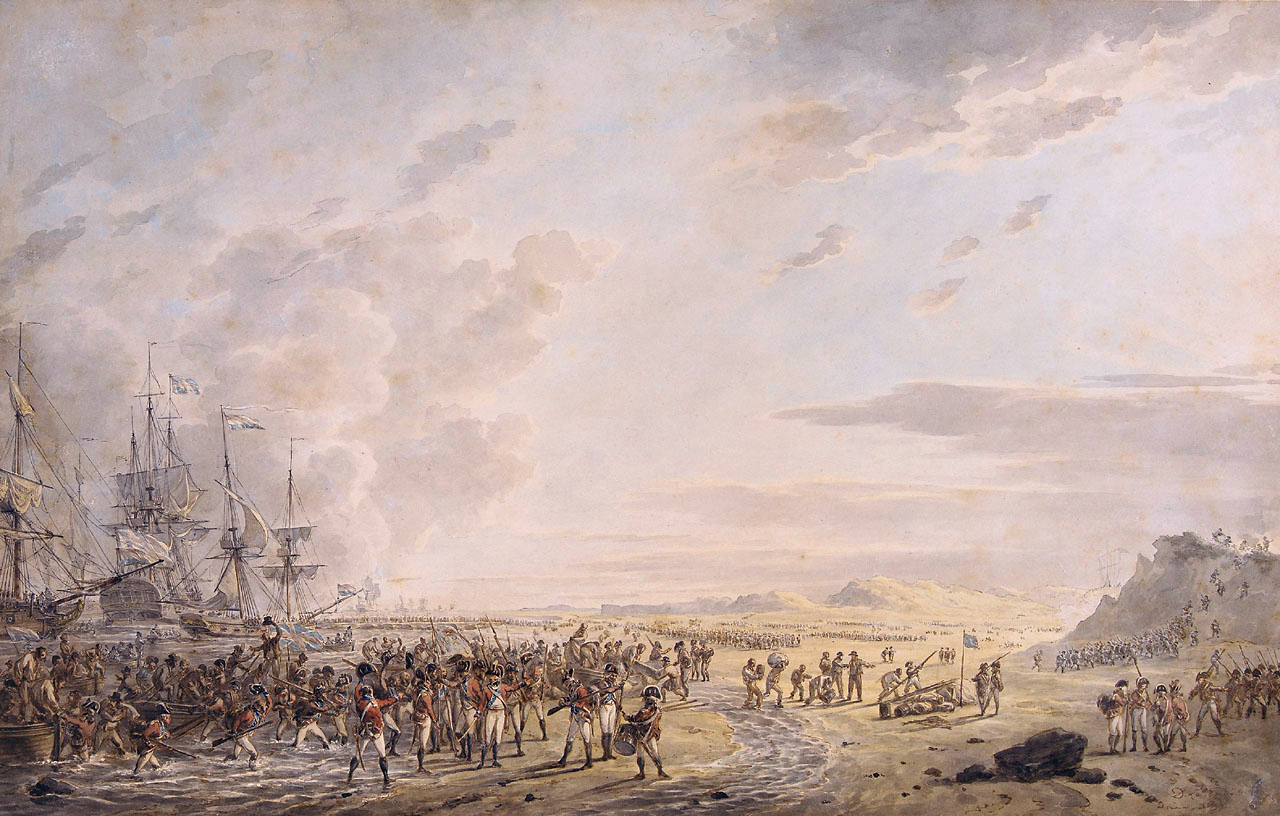
Le débarquement des troupes anglaises à Calantsoog, Dirk Langendijk, 1799.

Le conflit est dans un premier temps favorable aux Anglo-Russes, vainqueurs lors de la bataille de Callantsoog puis du combat du Zyp,. Les batailles suivantes sont cependant favorables aux Franco-Bataves, qui remportent un succès stratégique à Bergen le 19 septembre malgré leur infériorité numérique, et parviennent à affaiblir les forces anglo-russes en tirant profit du terrain malgré la défaite d'Alkmaar. La dernière bataille, livrée à Castricum le 6 octobre, inflige de lourdes pertes aux deux camps, mais constitue une victoire décisive pour le camp républicain dirigé par Brune et Daenels.
À la suite de cette dernière, le chef de l'état-major britannique, Frederick d'York, comte d'Ulster et duc d'York et Albany, ordonne un repli de ses troupes au niveau de la tête de pont initiale, située à l'extrême nord de la péninsule,. La Convention d'Alkmaar, négociée le 18 octobre avec le commandant en chef des troupes franco-bataves, le général Guillaume Brune, met fin aux hostilités. Il permet aux troupes britanniques et russes, ainsi qu'à leurs partisans orangistes, de quitter la zone sans violence avant le 1er décembre, en échange de la libération de près de 8 000 prisonniers hollandais (même si la flotte batave n'est pas restituée).

### Campagne d'Italie de 1799-1801 et de Suisse (1799)
La deuxième campagne d'Italie marque une période de revers pour la France révolutionnaire suivie d'une reprise spectaculaire sous l'impulsion de général Bonaparte, revenu en urgence d'Égypte. Après le succès de la première campagne en 1797 et la fondation des républiques sœurs, la deuxième coalition lance une offensive pour reprendre le contrôle du territoire en 1799. Les troupes françaises, affaiblies, se retrouvent dans un premier temps dans une situation délicate.
En effet, les troupes austro-russes, sous le commandement du généralissime Souvorov, remportent plusieurs majeures durant l'été 1799. Dotés de 40 000 soldats, les Français divisent leurs forces en plusieurs fronts et sont surpris par l'avancée des coalisés et ne peuvent empêcher l'avancée russe vers les Alpes françaises. Les villes de Milan, Turin et Mantoue sont reprises par l'armée austro-russe et entraînent la chute des républiques parthénopéenne et romaine. Les défaites de Cassano (27 avril), la Trebbia (19 juin) et Novi (15 août) placent les forces de Macdonald dans une situation difficile, surtout qu'elles ne parviennent pas à fusionner avec l'armée de Moreau. Au contraire, Souvorov leur inflige une sévère défaite avant de se retourner vers le sud et défaire les forces du général Joubert, tuant leur chef au passage. Cependant, les désaccords entre Russes et Autrichiens rendent caduques les avantages pris par la Coalition durant la première partie de la campagne.
Souvorov est dépêché en République helvétique pour battre l'armée de Masséna en rejoignant les forces de Korsakov et de von Hotze, situés à Zurich. Mais sa progression dans les Alpes suisses est lente et le manque de ravitaillement se fait cruellement ressentir dans les rangs des soldats. De plus, il est harcelé par des soldats français et subie des pertes importantes ; Souvorov est finalement contraint de battre en retraite en octobre 1799 et de quitter le théâtre des opérations. Tout au long de son chemin, il est pris d'assauts[pas clair] par les forces de Gabriel Molitor lors d'attaques surprises en montagne qui conduisent à la perte de près de la moitié de ses hommes. La campagne de Suisse est un véritable échec pour la Coalition, les troupes austro-russes de Korsakov et von Hotze étant défaites lors des batailles de Zurich et de la Linth, le 25 septembre 1799.

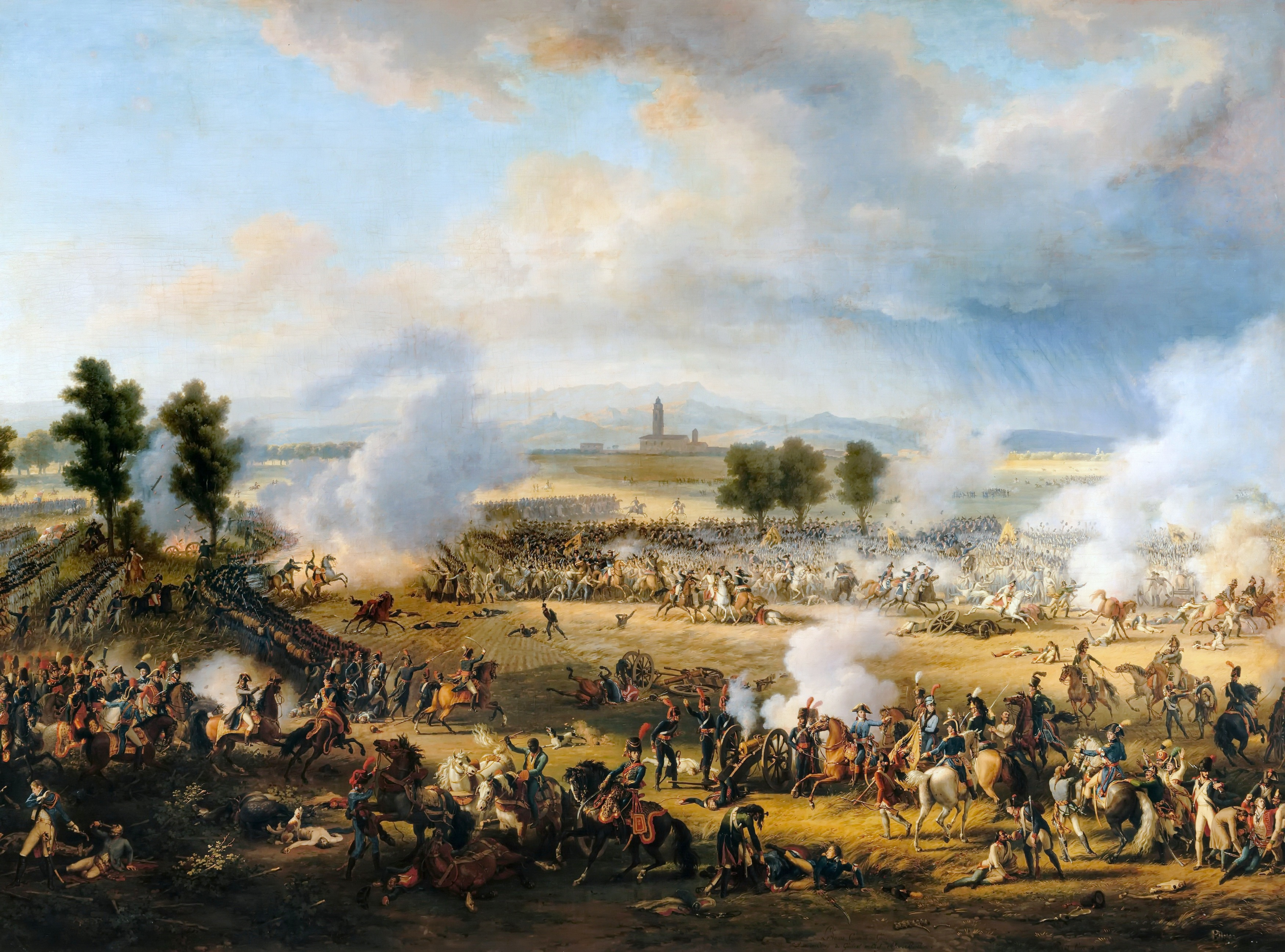
Bataille de Marengo, Louis-François Lejeune, château de Versailles.

L'armée d'Helvétie, victorieuse en Suisse, est envoyée en renfort en Italie en fin d'année 1799 par Bonaparte, qui vient de rentrer d'Égypte et d'être nommé Premier Consul. Ce dernier constitue pendant ce temps une armée, pour soutenir Masséna, de 40 000 hommes. Cette armée franchit les Alpes en mai et arrive en Italie en juin, juste après la prise de Gênes par les Autrichiens. Cependant, la perte de Gênes n'est pas un réel revers pour Bonaparte car les troupes ennemies occupées lors du siège sont distraites de la réelle menace. Les 14 et 15 juin, le Premier Consul remporte une victoire décisive lors de la bataille de Marengo et scelle le succès de la campagne d'Italie dans un spectaculaire retournement de situation qui lui vaut un grand triomphe à son retour à Paris. Les hostilités en Italie durent encore quelque temps mais ne permettent pas aux Autrichiens de reprendre l'avantage.

### Traité de Lunéville (1801)
Le traité de Lunéville est un traité international signé à proximité du château de Lunéville le 9 février 1801 (20 pluviôse de l'an IX) entre Joseph Bonaparte, représentant la République française, et le comte Louis de Cobentzel, représentant l'Autriche. Le traité confirme la domination française en Europe continentale à l'aube du XIXe siècle. Il reprend en grande partie les dispositions du traité de Campo-Formio, et les renforce : l'Autriche reconnaît officiellement la République cisalpine, le royaume d'Étrurie, la République ligurienne, ainsi que la République helvétique et cède ses droits sur les Pays-Bas autrichiens à la France,. Cette dernière obtient également la reconnaissance de sa frontière orientale sur le Rhin, ce qui implique la perte pour le Saint-Empire de plusieurs territoires situés sur la rive gauche. On assiste à la concrétisation du principe de frontières naturelles pour la France. En contrepartie, l'Autriche se voit promettre des compensations territoriales en Allemagne, contribuant cependant à son affaiblissement progressif car elle oblige l'empire à se restructurer administrativement.
Parmi les conséquences majeures du traité figurent l'élargissement de l'influence française en Europe, la marginalisation de l'Autriche comme puissance dominante et l'accélération de la fin du Saint-Empire romain germanique. Sur le plan diplomatique, le traité de Lunéville contribue à isoler la Grande-Bretagne, principale opposante restante à la France, et ouvre la voie à la signature du traité d'Amiens en 1802.

## Guerres maritimes et batailles navales (1793-1802)
Avant 1789
Au début des guerres révolutionnaires, l'armée française souffre d'un handicap majeur sur le plan naval par rapport aux armées coalisées européennes, non seulement en raison de l'émigration de nombreux officiers de marine dès 1789 (deux tiers d'entre eux ont fait alors le choix de l'émigration), mais aussi en raison d'un plus faible effectif. Ainsi, en 1793, la marine britannique compte 115 vaisseaux de ligne, contre seulement 88 pour la marine française. De plus, les réformes proclamées lors de la Révolution désorganisent la Marine nationale. En 1791, l'Assemblée constituante proclame la fin du corps de la Marine royale, et fait le choix de se passer des écoles de marine pour recruter des officiers : désormais, seule la réussite d'un simple examen de connaissances maritimes associée à quarante-huit mois de navigation permettent d'obtenir un grade. Ces réformes empêchent ainsi la formations d'officiers compétents dans le domaine de guerre, dans un secteur militaire nécessitant jusqu'à présent des compétences techniques et scientifiques pointues et un sens de l'organisation élevé. La réforme des ports arsenaux confie leur gestion essentiellement à des autorités civiles, privant les autorités militaires de toute capacité de planification et supervision concernant la construction de navires et l'organisation de l'artillerie navale. Enfin, le système des classes mis en place par Colbert pour favoriser l'enrôlement de marins de commerce et de pêche est désormais soumis à la vérification et la surveillance d'instances civiles élues par les gens de mer, ce qui réduit de fait très drastiquement les enrôlements.
Au déclenchement des guerres révolutionnaires, la France se retrouve avec une marine désorganisée, manquant à la fois de matériel, mais aussi d'officiers qualifiés et de marins. La très grande instabilité gouvernementale au poste de ministre de la Marine (dix-neuf ministres entre 1789 et 1815, soit une moyenne de neuf mois par ministre à son poste) empêche la marine de se doter de lignes directrices durables sur le long terme.
La Royal Navy anglaise, quant à elle, commence les guerres révolutionnaires avec un net avantage par rapport à la marine française, notamment en raison d'une forte modernisation de sa logistique et de son armement depuis la guerre d'indépendance des États-Unis. Les tirs de l'artillerie navale anglaise sont désormais plus précis, et les caronades nouvellement installées, permettent de causer des dégâts plus importants lors de combats rapprochés. Toutefois, la marine anglaise est mise à mal par de nombreux épisodes mutineries des marins, avec un pic de mutineries entre 1797 et 1800.

### Opérations méditerranéennes

#### Première campagne

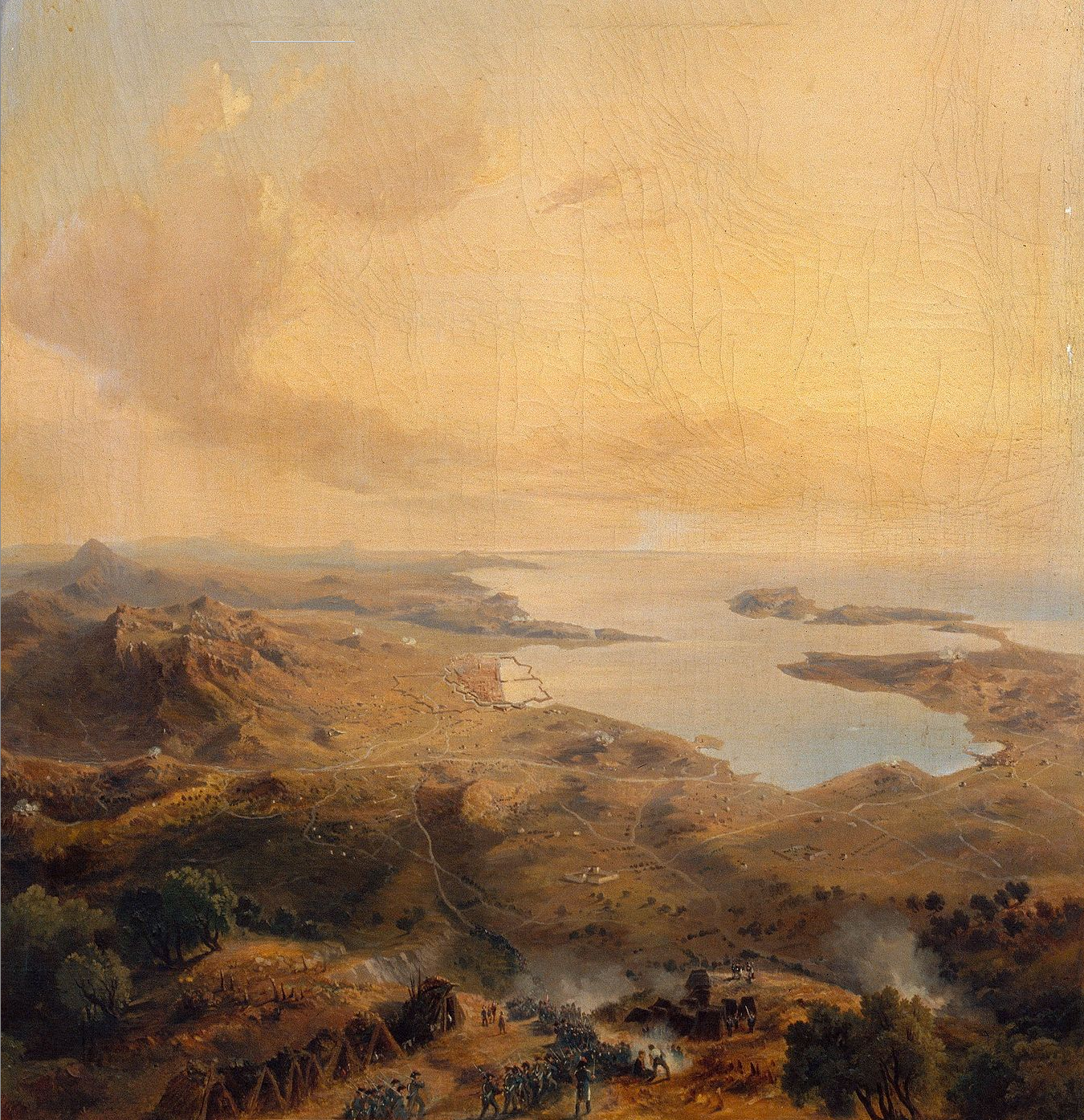
Siège de Toulon (1793) vu par le peintre Jean-Antoine-Siméon Fort. Si le siège du port arsenal se conclut par une victoire française, il entraîne la destruction de la quasi-totalité de la flotte française en Méditerranée.

Les premières expéditions maritimes des guerres révolutionnaires sont avant tout dédiées à des opérations de faible envergure en Méditerranée, dans le but d'étendre l'influence française sur les côtes italiennes. En 1792, la flotte française est envoyée à Naples pour faire pression afin de faire rappeler un diplomate napolitain basé à Constantinople, sous peine de bombarder la ville avec l'appui des dix vaisseaux de guerre français en présence. Cette opération constitue une réussite, le diplomate étant finalement rappelé.
Le 14 février 1793, 4500 marins français débarquent en Sardaigne, pendant que la flotte bombarde la ville de Cagliari ainsi que les batteries du cap Elie. L'expédition, qui visait à annexer l'île est un échec, en raison des mutineries de certains volontaires marseillais entraînant un rembarquement précipité des troupes, d'une mobilisation rapide et spontanée des populations sardes, et en raison de l'échouage de certains navires français causé par les mauvaises conditions météorologiques.
La déclaration de guerre à l'encontre de l'Angleterre et de l'Espagne entraîne une forte mobilisation de leurs troupes en Méditerranée, à l'avantage des troupes anglaises, renforçant le contrôle anglais sur cette mer. En plus du contrôle du détroit de Gibraltar, la Royal Navy bénéficie de l'appui des ports en Espagne et sur la majorité des côtes italiennes et à Malte. L'influence britannique est confortée par l'invasion de la Corse en 1794, qui conduit à la fondation d'un Royaume de Corse largement sous influence anglaise.
En même temps que l'emprise britannique sur la Méditerranée se confirme à partir de 1793, l'influence française est grandement mise à mal par les échecs maritimes successifs et par le siège de Toulon de décembre 1793, qui conduit à la destruction presque totale de la flotte française en Méditerranée. Toutefois, de 1794 à 1796, les campagnes victorieuses de Bonaparte en Italie, les défaites autrichiennes, le ralliement de nombreux ports italiens à la France et la reprise de la Corse en 1796 permet de réinstaller l'influence française en Méditerranée.

#### Guerre anglo-espagnole en Méditerranée

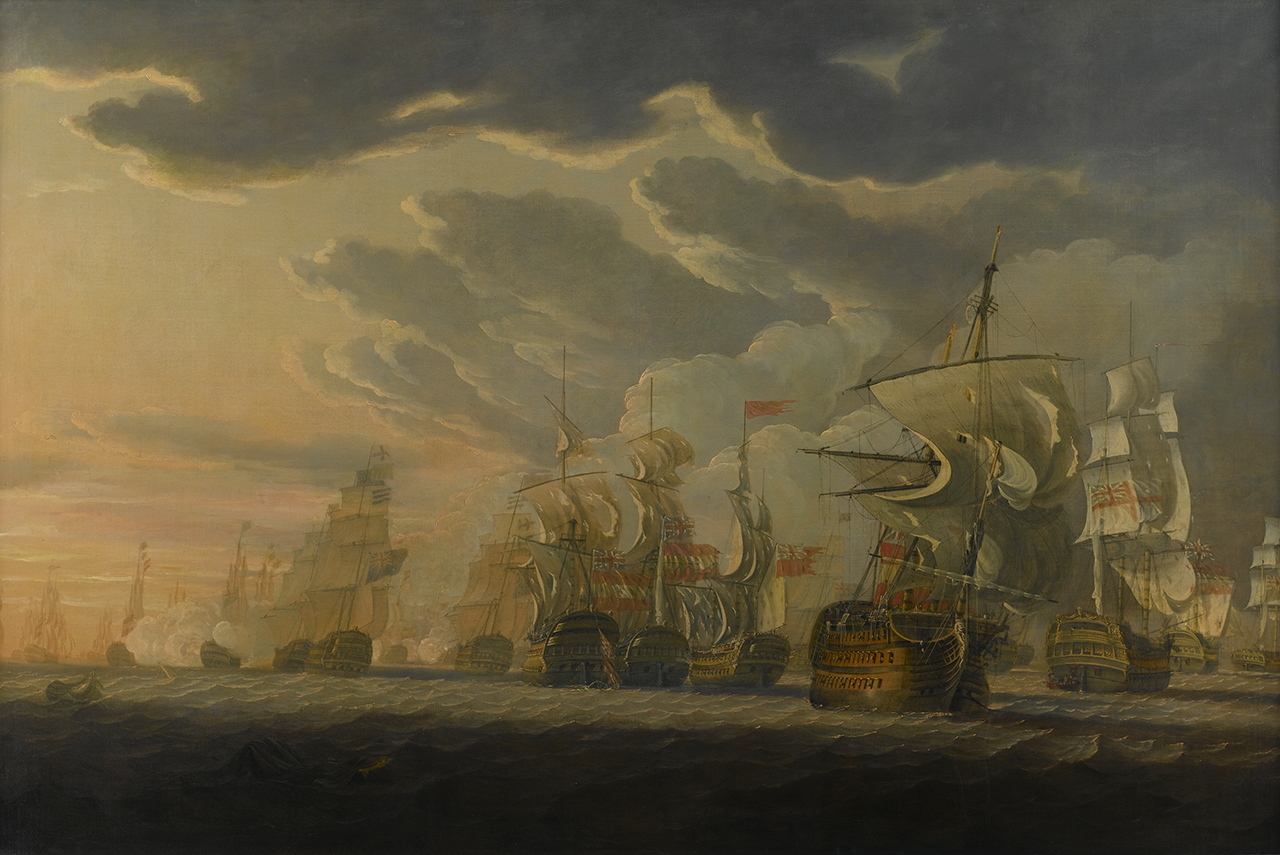
La bataille du cap Saint-Vincent, 14 février 1797, Robert Cleveley, 1798, National Maritime Museum.

En 1795, l'Espagne est forcée de signer un traité de paix avec la France. Le 19 août 1796 est signé le traité de San Ildefonso qui allie l'Espagne à la République française contre la Grande-Bretagne. Le 5 octobre, l'Espagne déclare officiellement la guerre à la Grande-Bretagne. Le 13 octobre, 2 frégates s'affrontent au large du cap de Gate. La frégate du capitaine espagnol Tomás de Ayalde se rend. Un autre combat, de plus grande ampleur a lieu le 19 décembre au large de Carthagène. Le 14 février 1797, la flotte de John Jervis écrase celle de José de Córdoba à la bataille du cap Saint-Vincent. En avril, Jervis organise un blocus sur le port de Cadix où la flotte espagnole s'était retirée. En juin, Horatio Nelson décide finalement de bombarder et assaillir la ville. L'amiral José de Mazarredo repousse l'attaque et 3 navires britanniques sont coulés.
Le 7 novembre 1798, une escadre sous le commandement de John Thomas Duckworth s'approche des côtes de Minorque. Une force est débarquée à la crique Addya et a détruit une position d'artillerie espagnole puis une attaque espagnole est repoussée. Au cours des deux jours suivants, l'armée continue à l'intérieur des terres, une force de 300 hommes sous le commandement du colonel Paget réussit à prendre le contrôle de Fort Charles, permettant à la flotte britannique d'entrer dans le port et d'y jeter l'ancre tandis que l'armée principale reçoit les redditions des villes environnantes. Le 11 novembre, une escadre espagnole de quatre frégates tente de perturber les opérations, mais une contre-attaque rapide des navires de Duckworth les repousse. Le 12 novembre, les Espagnols ont réussi à capturer le sloop britannique Peterel et le remorquent maintenant vers Majorque. Après n'avoir opposé qu'une résistance, le gouverneur espagnol, Juan Nepomuceno de Quesada, se rend à Ciudadella le 16 novembre et le contrôle de l'île est cédé aux forces britanniques.

#### Seconde campagne

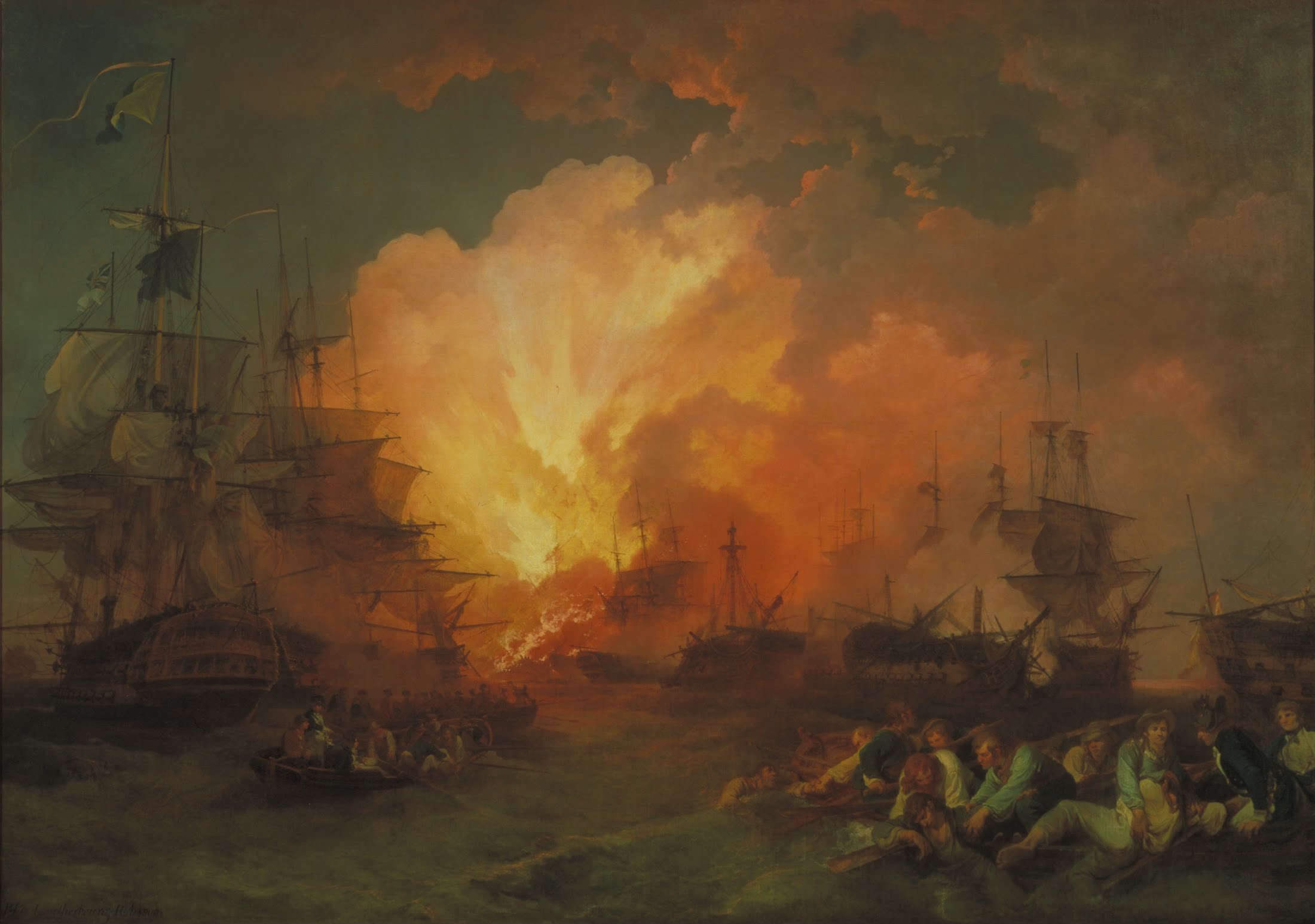
La bataille du Nil, Philippe-Jacques de Loutherbourg, 1800, Tate Britain.

La flotte française quitte Toulon le 19 mai 1798. Arrivé au large de Malte le 9 juin, Bonaparte exige que le souverain de l'île, Ferdinand von Hompesch zu Bolheim, le Grand Maître des Chevaliers Hospitaliers, permette à sa flotte d'entrer dans le port et d'acheter des provisions. Après son refus, les Français bombardent le port et les troupes de Louis Baraguey d'Hilliers débarquent sur l'île et prennent L-Imdina. Des négociations s'ensuivent au cours desquelles Hompesch et les chevaliers acceptent d'abandonner l'archipel y compris les forteresses, les armes, l'armée et l'ensemble des biens de l'Église catholique romaine à Malte à condition d'une compensation financière s'élevant à 3 millions de francs,. Le 1er juillet, les Français arrivent à Alexandrie. Le lendemain, Bonaparte écrase le gouverneur de la ville à la bataille d'Alexandrie,. La flotte britannique de Nelson n'arrive que le 1er août. Pendant les 2 jours suivants à lieu la bataille d'Aboukir durant laquelle le navire français l'Orient explose tuant son capitaine, François de Brueys. En parallèle, le 18 août, le navire de Louis-Jean-Nicolas Lejoille capture le navire de Thomas Thompson dans la mer Égée.
Le 2 septembre, en raison du démantèlement des institutions hospitalières et du pillage de l'Église, un soulèvement populaire a lieu sur l'île de Malte. Des milliers d'insurgés maltais repoussent la garnison française à La Valette. La Valette est encerclée par environ 10 000 soldats maltais dirigés par Emmanuel Vitale et Francesco Saverio Caruana armés de canons. Les Gozitains se révoltent à leur tour le 3 septembre. À la moitié du mois de septembre, la flotte portugaise du marquis Domingos Xavier de Lima arrive sur l'île puis le 12 octobre, 3 navires britanniques imposent un blocus. Le 24 octobre, le navire de Nelson rejoint le blocus. Le 28 octobre, la garnison française de Gozo se rend à Alexander Ball. Le peuple gozitain déclare le roi Ferdinand Ier comme son monarque et établit un gouvernement provisoire dirigé par Saverio Cassar, qui devint gouverneur général,.
En octobre, les îles ioniennes occupées par la France, sont envahies par les forces russes, ottomanes et du Pachalik de Janina. Ali Pacha, pacha de Janina, envoie 20 000 hommes pour prendre Butrint qui tombe le 25 octobre après une semaine de combat. Pendant le siège, il vainc l'armée française à la bataille de Nicopolis pour prendre la ville de Préveza. Les Coalisés se concentrent maintenant sur les îles ioniennes en attaquant le Corcyre. Fiodor Oushakov et Ali Pacha assiège Corfou le 4 novembre jusqu'au 3 mars 1799.
Après l'invasion de l'Égypte et la campagne en Syrie, l'escadre de 3 frégates de Jean-Baptiste Perrée repart pour Toulon. Le 14 mai 1799, deux navires de ligne britanniques et une frégate, sous le commandement de Sidney Smith, poursuivent l’escadre de frégates qui s'échappe facilement. À une soixantaine de milles de Toulon, le 17 juin, la division de Perrée aperçoit une flotte de 30 navires commandée par Lord Keith. Après une longue poursuite, les 3 frégates françaises sont capturées et Perrée est fait prisonnier mais il est échangé rapidement.
Au début de 1800, la garnison française souffre de graves pénuries de vivres et dans un effort désespéré pour conserver l'efficacité de la garnison, un convoi est mis sur pied à Toulon, transportant de la nourriture, des armements et des renforts pour La Valette sous le commandement du contre-amiral Jean-Baptiste Perrée,. En février 1800, sur le terrain du siège de Malte, le gouvernement napolitain remplace les troupes portugaises par ses propres forces et les soldats sont transportés à Malte par Nelson et Lord Keith, où ils arrivent le 17 février. Ce jour-ci, le convoi français s'approche de Malte par le sud-est, dans l'espoir de longer le littoral et d'échapper à l'escadre de blocus britannique. Le 18 février 1800, les vigies du navire britannique HMS Alexander aperçoivent les Français et les poursuivent, suivis par le reste de l'escadre de Nelson tandis que Keith reste au large de La Valette. Bien que la plupart des navires français aient distancé la poursuite britannique, un transport est révisé et forcé de se rendre, tandis que le vaisseau amiral de Perrée, le Généreux, est intercepté par la frégate HMS Success, beaucoup plus petite. Lors de l'échange de tirs d'ouverture, le Success est gravement endommagé, mais Perrée est mortellement blessé. Le retard causé par l'engagement permet au gros de l'escadre britannique de rattraper le navire français et en infériorité numérique, le Généreux se rend. Perrée meurt peu de temps après avoir été blessé et aucun des approvisionnements n'atteint Malte. Sans les approvisionnements transportés par le convoi de Perrée, la famine et la maladie se répandent dans toute la garnison et, à la fin d'août 1800, les soldats français meurent en masse. Le 4 septembre, Vaubois capitule finalement, remettant l'île aux Britanniques qui créent le protectorat de Malte.

### Affrontements franco-britanniques sur le front Atlantique

#### Campagne de mai 1794
Une première bataille navale entre flottes françaises et britanniques a lieu en mars 1793 au large de Brest entre les marines britanniques et françaises, et se solde par une large victoire britannique. À l'issue de la bataille navale du 23 avril 1794 dans la Manche, les Britanniques obtiennent une nouvelle victoire, parvenant à capturer deux frégates françaises.

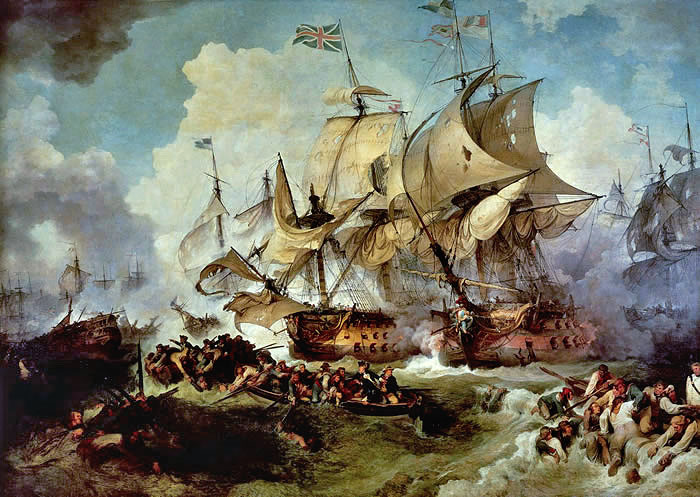
Lord Howe lors de la bataille du 13 prairial an II, Philippe-Jacques de Loutherbourg, 1795.

Au printemps 1794, a lieu la bataille de Plairial, premier affrontement majeur entre français et britanniques dans l'océan Atlantique. La flotte française, armée de 25 vaisseaux de ligne, est chargée d'accompagner un acheminement de blé venu des États-Unis en vue d'empêcher la famine, afin d'éviter sa capture par la flotte britannique. Elle entre en contact pour la première fois avec une escadre de l'amiral britannique Howe le 28 mai, ce qui occasionne de premiers combats affectant à la fois les troupes britanniques et françaises. Le 1er juin, Howe ordonne à ses capitaines de navires de traverser la ligne française en se mettant sous le vent. Cette prise de risque surprend la plupart des marins français, désorganisés, ne parvenant pas à tirer parti de la forte exposition de nombreux navires britanniques aux tirs français (le vaisseau amiral anglais est lui-même cerné par des navires britanniques). La bataille est une défaite tactique importante pour l'armée française, qui perd sept navires et voit un de ses vaisseaux, Le Vengeur, couler, mais permet malgré tout de garantir l'acheminement du convoi agricole vers les côtes françaises. La défaite tactique française est à interpréter comme une conséquence des réformes révolutionnaires ayant déstabilisé la flotte française : l'artillerie en force était privée de plusieurs éléments expérimentés après le décret de dissolution de l'artillerie de marine, et la plupart des officiers français agissant dans la bataille n'avaient aucune expérience du combat en escadre.
La défaite de la bataille de Plairial, si elle est d'abord présentée comme un sacrifice glorieux par la Convention, symbolise une menace importante pour la flotte française, qui y voit le signe d'une domination anglaise sur l'océan Atlantique et le risque d'être privé de tout approvisionnement maritime par l'Atlantique. De nombreux affrontements sont alors initiés par les troupes françaises pour prévenir la France d'un contrôle trop important du front Atlantique. En novembre 1794, une première flotte contrôlé par l'amiral français Nielly est renvoyée dans l'océan atlantique, et parvient à capturer un navire anglais de 74 canons, au prix de lourdes pertes parmi les marins français.
Puis, durant l'hiver reliant 1794 et 1795, une campagne plus conséquente est envoyée vers l'Atlantique pour affaiblir et éloigner la flotte anglaise, sur ordre du Comité de Salut Public. Si la campagne fait perdre à la France ses trois bâtiments principaux (le Neuf-Thermidor, le Scipion et le Superbe), elle permet toutefois de couler 70 navires marchands britannique et de capturer 1 500 marins anglais et une de leur corvette.

#### Croisière du Grand Hiver
A la fin de cette année, le gouvernement donne l'ordre au contre-amiral Renaudin de partir de Brest pour porter des projectiles à Toulon. Le vice-amiral Villaret doit escorter cette division en dehors du golfe de Gascogne, patrouiller ensuite pendant deux semaines dans cette zone et, détacher des navires à la Guadeloupe et à Saint-Domingue. Le 24 décembre, la flotte française tente d'appareiller mais le Républicain ne put prendre le large à cause d'un accident. Le 29, la flotte met à la voile et mouille à Camaret pour attendre quelques retardataires puis se met en route définitivement le lendemain. Le 2 janvier, une information vague concernant le départ de la flotte de Brest est parvenue à Falmouth. Une escadre de frégates britanniques est envoyée dans la baie de Brest afin de vérifier la véracité de la rumeur qui circule. Le 3, Sir Sidney Smith aperçoit la flotte française à deux reprises, 3 frégates la première fois et une seule la seconde. 
Le 4, Smith hisse le pavillon français et entre en contact avec la frégate française restant seule qui se présente comme le Nestor, démâté après une tempête dès le début de la croisière, ce qui l'a conduit à faire demi-tour. Les 2 autres navires français, le Fougueux et la Virginie mouille dans la baie de Camaret et le Diamond de Smith se replie. La division de Van Stabel est prise dans un brouillard, se sépare et rentre à Brest. Le 28 janvier, alors que le reste de la flotte, poursuivant la croisière, a atteint 150 lieues de Brest, une deuxième tempête plus violente s'abat sur elle. Plusieurs navires chavirent, coulent ou font naufrage. Le reste de la flotte retourne à Brest les 1er et 2 février, dans un état très délabré. Pour compenser les désastres subis par sa flotte, M. Villaret capture et détruit une centaine de navires ennemis et rapporte au port le HMS Daphne.

#### Débarquement en Bretagne

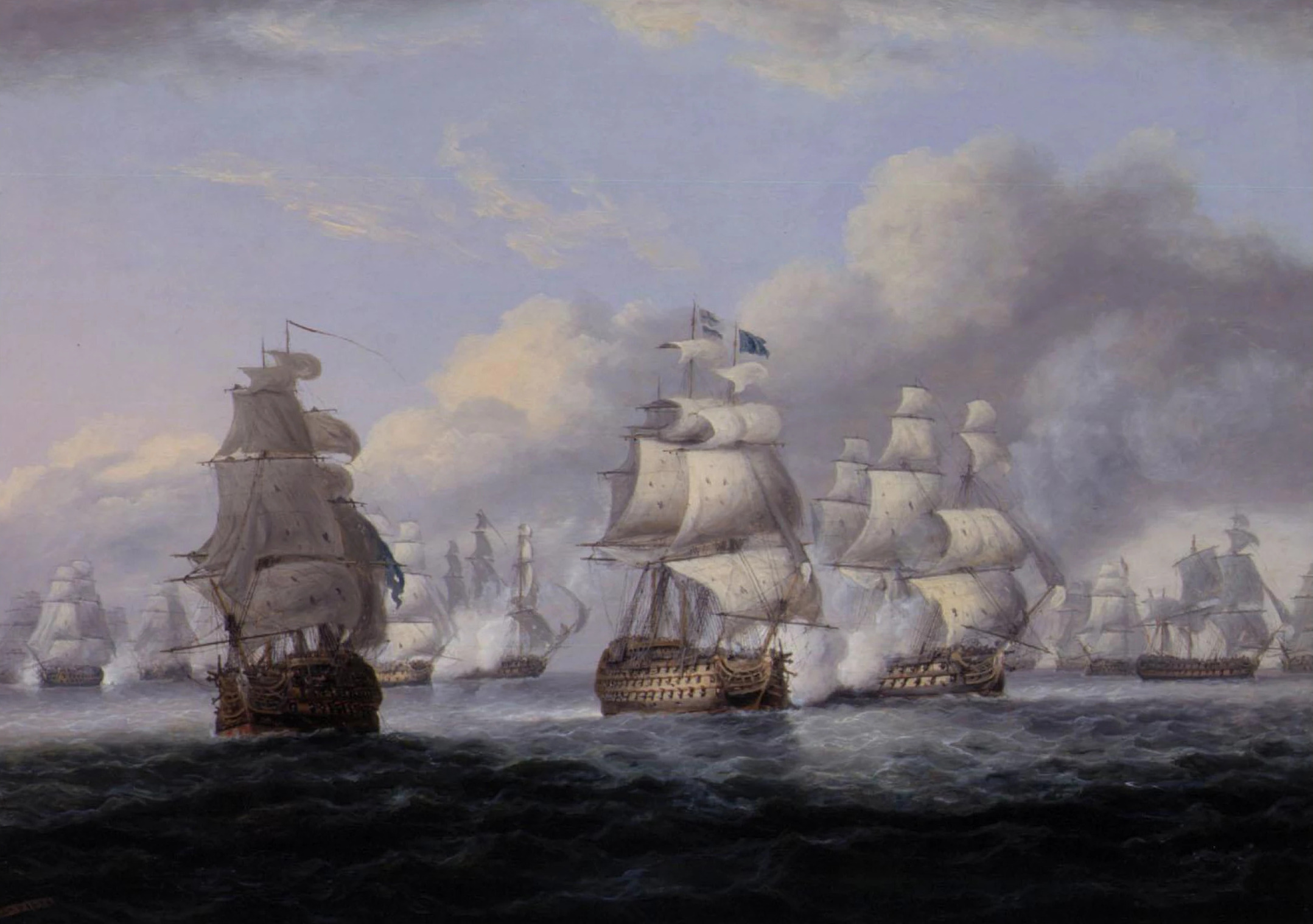
Retraite de Cornwallis, 17 juin 1795, Thomas Luny, 1800.

Au printemps 1795, la flotte britannique de la Manche a l’ascendant et impose un blocus à distance de la flotte française à Brest. Une escadre navale britannique commandée par le vice-amiral William Cornwallis commence à opérer au large de la Bretagne le 7 juin. La semaine suivante, elle attaque un convoi marchand français et capture plusieurs navires. En réponse, le vice-amiral Louis Thomas Villaret de Joyeuse mène la principale flotte française hors du port pour attaquer les Britanniques, qui sont repérés le 16 juin. En infériorité numérique, Cornwallis se détourne des Français et tente de s’échapper en pleine mer, avec la flotte française à sa poursuite.
Après une journée entière de poursuite, l’escadre britannique perd de la vitesse, en raison de cales mal chargées sur deux de ses navires, et l’avant-garde française se met à portée le matin du 17 juin. Ne voulant pas abandonner son arrière-garde, Cornwallis contre-attaque avec le reste de son escadron. Un combat s’engage, culminant lorsque Cornwallis interpose son vaisseau amiral, le HMS Royal Sovereign, entre les forces britanniques et françaises. La résistance déterminée de Cornwallis et les signaux de son escadre à un groupe de navires inconnus repérés au loin, amènent Villaret de Joyeuse à croire que la principale flotte britannique de la Manche approche. Villaret interrompt donc la bataille dans la soirée du 17 juin et ordonne à ses navires de se retirer. Cela permet à Cornwallis de s’échapper. Il retourne au port de Plymouth avec son escadre battue mais intacte. Villaret se replie sur un mouillage au large de Belle Île, près de la base navale de Brest. La flotte française y est découverte par la principale flotte britannique de la Manche le 22 juin et battue à la bataille de Groix qui s’ensuit le lendemain, perdant trois navires de ligne. Cette victoire permet à John Borlase Warren de débarquer l'armée royaliste à Carnac le 27 pour commencer l'expédition de Quiberon, qui sera un échec un moi plus tard.

#### Expédition à Terre-Neuve
Le 28 août 1796, cette escadre franco-espagnole de 20 navires, transportant 1 500 soldats réguliers, apparait au large des côtes de Terre-Neuve. En Angleterre, les premiers récits de ces événements à Terre-Neuve suscitent une grande inquiétude, la nouvelle étant que les Français ont en fait débarqué 1 500 hommes à Bay Bulls et 2 000 à Portugal Cove, dans la baie de la Conception, d’où ils marchent contre St. John’s. Le port de St. John’s est défendu par un certain nombre de fortifications et d’emplacements de canons tels que le fort Amherst, la batterie de Chain Rock, le fort Frederick et le grand fort en étoile connu sous le nom de Fort Townshend. À St. John’s, la garnison locale du Royal Newfoundland Regiment, l’Artillerie royale et les Royal Newfoundland Volunteers, avec l’aide de la plupart des hommes valides, établissent un campement au sommet de Signal Hill au début de septembre. Une estacade est construite en travers du port et trois brûlots sont préparés. L’amiral français Joseph de Richery décide de ne pas débarquer après avoir vu cette force, et après avoir plané dans la région pendant plusieurs jours, il choisit plutôt de débarquer à Bay Bulls, à 18 milles au sud de St. John’s, le 4 septembre.
Le même jour, l’expédition entre dans la ville de Bay Bulls et, comme il n’y a pas assez de forces pour protéger Terre-Neuve, celle-ci est ravagée par le feu et la destruction, et les pêcheries subissent beaucoup de tort. Après avoir fait des dizaines de prisonniers britanniques, la flotte combinée navigue vers Saint-Pierre-et-Miquelon, qui étaient détenues par les Britanniques à cette époque, et reste près des îles pendant deux semaines, prenant l’eau et se préparant au voyage de retour vers la France et l’Espagne. L’expédition combinée détruit plus de 100 bateaux de pêche de la flotte de Terre-Neuve et incendié des postes de pêche le long de la côte de Terre-Neuve, y compris la base de la garnison britannique de la baie de Plaisance,.

### Expéditions en Irlande

#### Première expédition

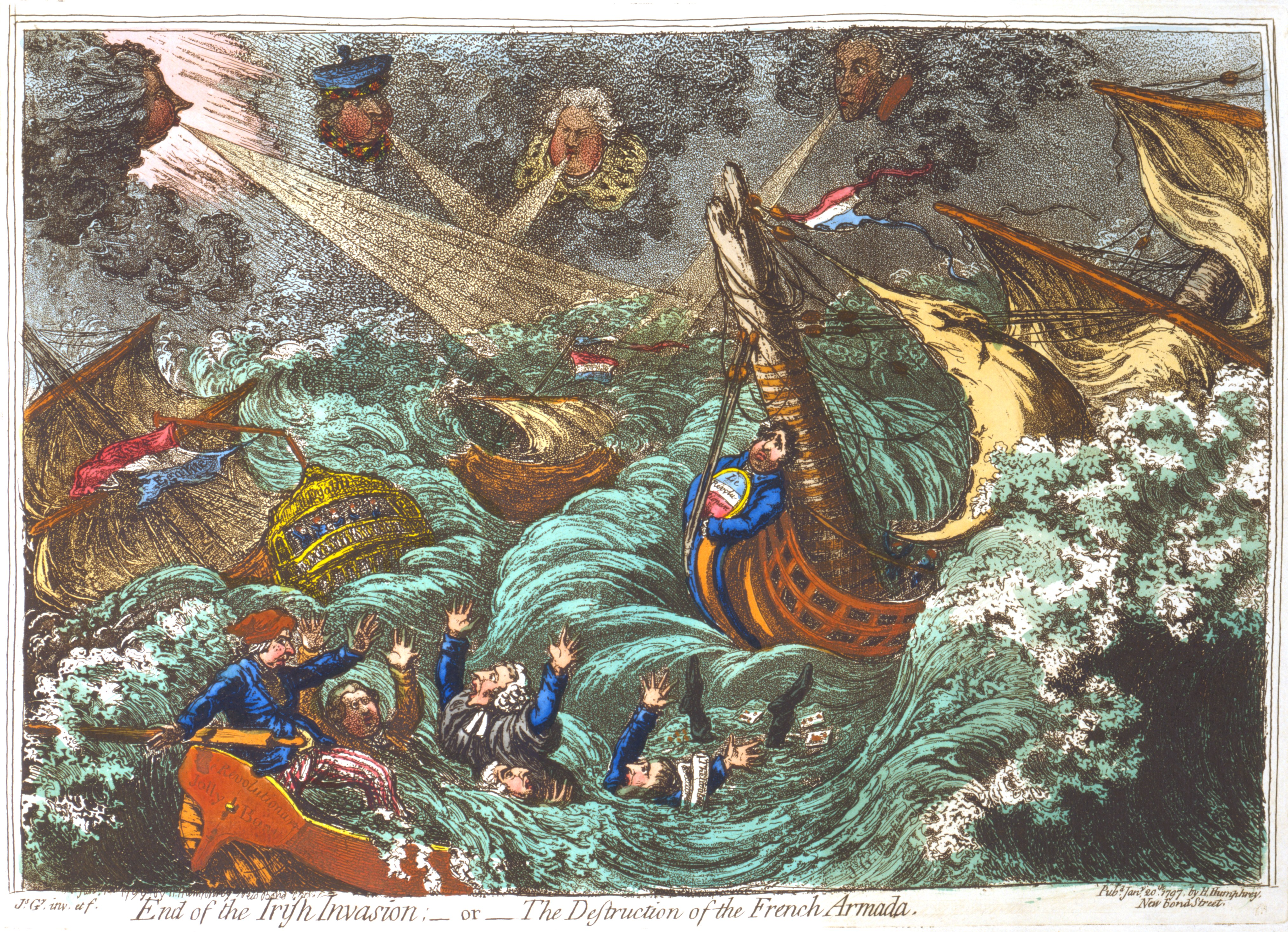
The Destruction of the French Armada, gravure de James Gillray représentant l'échec de l'expédition d'Irlande.

Pour l'historien et ancien général Jean-Marc Marill, l'expédition d'Irlande est le premier exemple d'opération maritime française aux objectifs stratégiques précis sur le front atlantique au cours des guerres révolutionnaires.
Dès les débuts de la République, le nouveau régime souhaite organiser une expédition en Irlande, à la fois pour soutenir, la société des Irlandais unis, qui représentent des alliés idéologiques acquis à la cause révolutionnaire, tout en affaiblissant la puissance navale britannique. Les révolutionnaires se sentent dès les premières années de la Révolution solidaires de la cause irlandaise, la presse révolutionnaire n'hésitant pas à qualifier l'Irlande de « pays malheureux » en raison de la dureté de l'occupation britannique. Le projet se concrétise finalement à partir de la fin de la première guerre de coalition, les révolutionnaires estimant la période plus propice pour concentrer les efforts vers le Royaume-Uni.
En décembre 1796, le Directoire lance une expédition de 15 000 hommes commandée par Lazare Hoche, depuis Brest en direction de l'Irlande, avec pour objectif un débarquement sur la baie de Bantry. L'opération est finalement un échec, en partie à cause d'un climat catastrophique et d'un manque de préparation de la part du commandement et des marins français face aux intempéries. La flotte est obligée de revenir à Brest malgré la perte de 2 000 hommes et la capture de douze navires. Toutefois, l'expédition ratée témoigne aussi des lacunes de la marine royale britannique, ayant eu du mal à intercepter une flotte française pourtant mal préparée, en partie à cause de mutineries au sein des rangs anglais.
Les premiers navires français à revenir à Brest arrivent le 1er janvier 1797. Le vaisseau français Droits de l’Homme a fait partie de l’expédition mais a été contraint de de rentrer en France sans débarquer un seul soldat à cause des conditions météorologiques violentes. Le HMS Indefatigable et le HMS Amazon, ont reçu l’ordre de patrouiller au large d’Ouessant pour tenter d’intercepter le retour des forces françaises et aperçoivent les Droits de l’Homme dans l’après-midi du 13 janvier. L’engagement dure plus de 15 heures. Le vent et la mer agitée empêchèrent le Droits de l'Homme de se défendre convenablement. Après d'extrêmes dégâts causés par les canons ennemis, l’équipage français perd le contrôle et le Droit de l’Homme fait naufrage et échoue sur un banc de sable.

#### Seconde expédition
Jean Joseph Amable Humbert est nommé commandant des troupes françaises pour tenter de soutenir la rébellion irlandaise de 1798. Les troupes sous son commandement se composaient principalement d'infanterie de la 70e demi-brigade avec quelques artilleurs et des éléments du 3e régiment de hussards. L'expédition débarque en Irlande à Killala le 23 août 1798, rencontrant un premier succès lors de la bataille de Castlebar où ils mettent en déroute la milice irlandaise. Humbert déclare par la suite l'établissement d'une République irlandaise, avant de marcher sur Dublin. Cependant, la petite force d'Humbert est vaincue à la bataille de Ballinamuck le 8 septembre par l'armée britannique et il est capturé comme prisonnier de guerre. Ignorant la reddition d'Humbert, les Français envoient des renforts le 16 septembre. Ayant manqué une force d'invasion, la Royal Navy est en état d'alerte pour une autre, et lorsque l'escadre transportant les renforts quitte Brest, elle est rapidement repérée. Après une longue poursuite, les Français sont amenés à la bataille dans une baie au large de la côte accidentée près de l'île Toraigh. Au cours de l'action, les Français, en infériorité numérique, tentent de s'échapper, mais sont vaincus. Humbert et ses camarades soldats français sont emmenés par canal à Dublin, où ils sont échangés contre des prisonniers de guerre britanniques.

### Quasi-guerre
À la fin de 1796, les corsaires français commencent à s'emparer des navires américains qui commercent avec les Britanniques, aidés par l'absence presque totale d'une marine américaine. Le 2 mars 1797, le Directoire publie un décret autorisant la saisie de tout navire neutre sans rôle d'équipage énumérant les nationalités de chaque membre d'équipage. Comme les navires américains transportent rarement de tels documents, la France a déclenché une sorte de guerre commerciale. Les efforts diplomatiques pour résoudre le conflit aboutissent au différend de 1797 connu sous le nom d'affaire XYZ. Le 7 juillet 1798, le Congrès approuve l'usage de la force contre les navires de guerre français dans les eaux américaines, mais veut s'assurer que le conflit ne s'intensifie pas au-delà de ces limites.

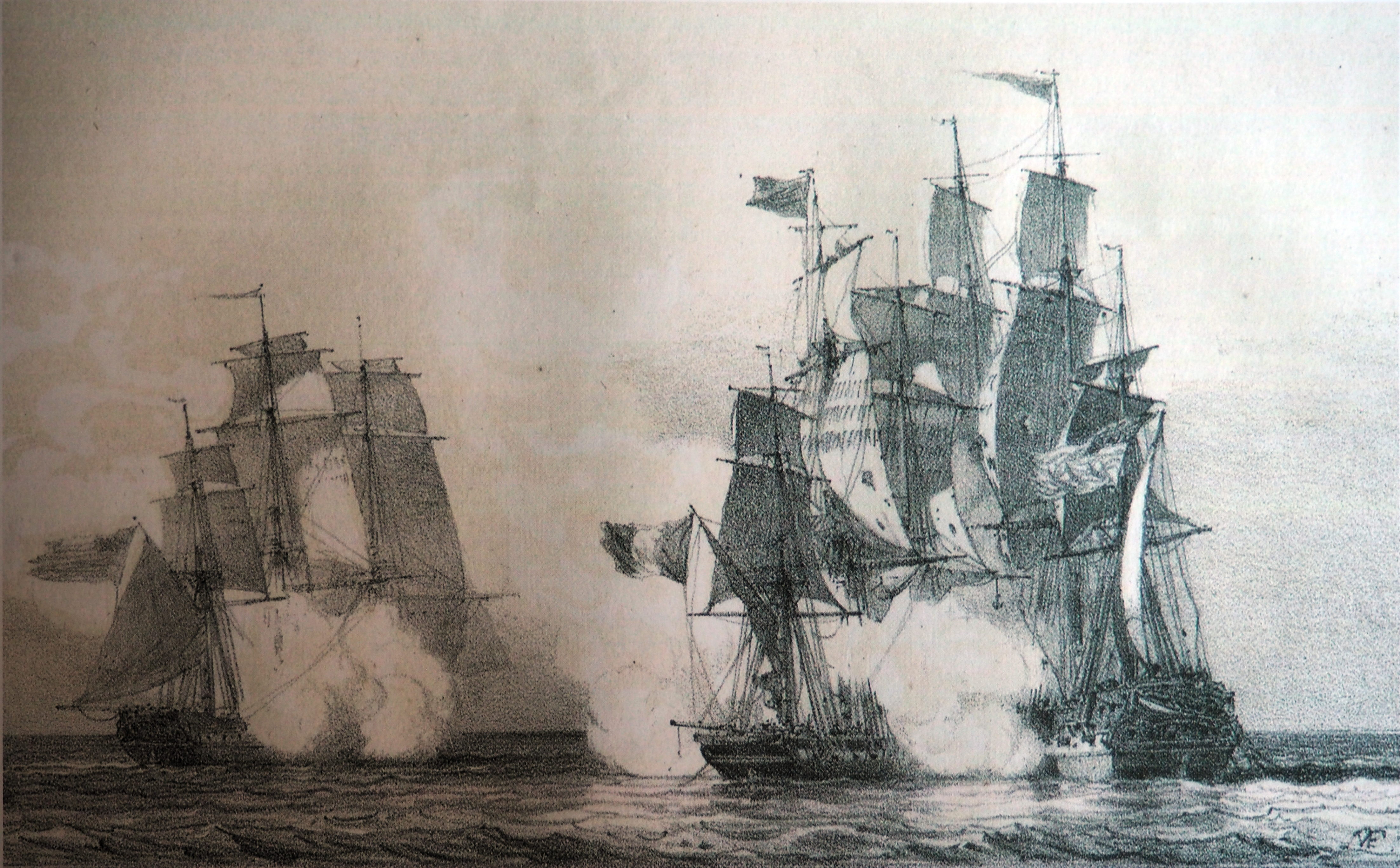
La Clarisse engageant le Louisia et le Mercury, 1850.

Du point de vue de la marine américaine, la quasi-guerre consiste en une série d'actions de navire à navire dans les eaux côtières des États-Unis et dans les Caraïbes. L'une des premières est la capture de La Croyable le 7 juillet près d'Egg Harbor, dans le New Jersey. Le 20 novembre, en Guadeloupe, deux frégates françaises, l'Insurgente et la Volontaire, capturent la goélette USS Retaliation, commandée par le lieutenant William Bainbridge. Le 9 février 1799, la frégate USS Constellation capture la frégate L'Insurgente. Le 1er juillet, sous le commandement de Decatur, l'USS United States a réaménagé et réparé et a embarqué pour sa mission de patrouille de la côte de l'Atlantique Sud et des Antilles à la recherche de navires français qui s'attaquent aux navires marchands américains.
Lors de l'action du 1er janvier 1800, un convoi marchand américain escorté par l'USS Experiment repousse une attaque de 14 barges corsaires françaises dans le golfe de la Gonâve. Le 1er février, le Constellation endommage gravement la frégate française La Vengeance au large de Saint-Christophe, tout en subissant lui-même de graves dommages. Silas Talbot a mené une expédition navale vers Saint-Domingue lors de la bataille du port de Puerto Plata au début du mois de mai, capturant un fort côtier contrôlé par l'armée espagnole et une corvette française. Lorsque les troupes françaises occupent Curaçao en juillet, l'USS Patapsco et l'USS Merrimack bombardent les positions françaises sur l'île et débarquent des marines pour soutenir les troupes néerlandaises locales avant que les Français ne se retirent. Le 12 octobre, la frégate USS Boston capture la corvette Le Berceau.
Le 25 octobre, l'USS Enterprise bat le brick français Flambeau près de la Dominique. L'Enterprise capture également huit corsaires et libère onze navires marchands américains de leur captivité, tandis qu'Experiment capture les navires corsaires Deux Amis et Diane et délivre de nombreux navires marchands américains. Bien que les pertes militaires américaines aient été légères, les Français se sont emparés de plus de 2 000 navires marchands américains à la fin de la guerre. Joseph Bonaparte négocie un traité de paix et commercial avec les Américains signé le 30 septembre 1800.

### Guerre anglo-danoise

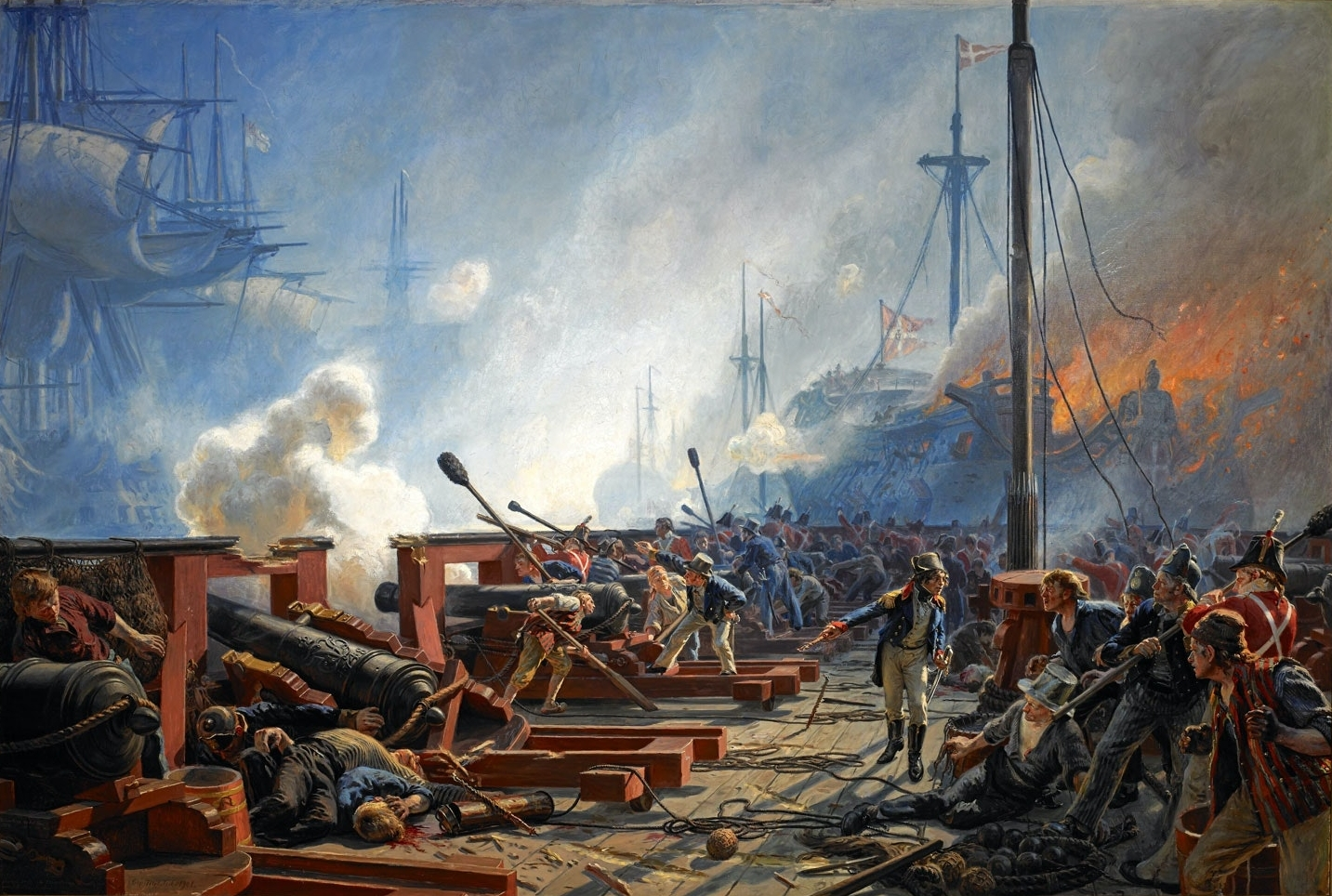
La bataille de Copenhague, Christian Mølsted, 1901, Statens Forsvarshistoriske Museum.

À la fin du mois de février 1801, des rumeurs circulent sur une mobilisation britannique pour envahir les Antilles danoises. Le gouverneur général Casimir Wilhelm von Scholten envoie deux navires pour recueillir plus d’informations. Le 3 mars, le navire danois de Carl Wilhelm Jessen croise deux navires britanniques qui tirent dès qu'il s'approcha. Jessen réussit à faire fuir les navires de John Perkins en ayant également moins de dommages humains. En Europe, la flotte britannique passe Kronborg sans encombre le 30 mars et continue vers Copenhague le long de la côte suédoise. Les Anglais se préparent à attaquer, et naviguent plus au sud, au-delà de Copenhague, pour éviter les batteries terrestres danoises à Sixte, Quintus et Trekroner. La bataille commence le 2 avril. Après 4 heures de combat, Horatio Nelson se rend compte que les navires danois continuent le combat même après leur reddition. Nelson demande une trêve au prince Frédéric qui accepte sans demander l'approbation des commandants Olfert Fischer et Steen Bille.
En mai 1801, le gouverneur général britannique de l’Inde, Richard Wellesley, reçoit l’ordre de la Grande-Bretagne d’occuper les colonies danoises. Dans la nuit du 8 mai, un détachement de la garnison britannique du fort William quitte Barrackpore pour se rendre à l’établissement danois de Serampore. Le gouverneur dano-norvégien, Ole Bie accepte la reddition sans opposition en raison du manque de soldats à sa disposition,. Le 12 mai, deux navires britanniques jettent l’ancre sur la côte de Tranquebar. En même temps, une force venant de Madras marche sur Tranquebar pour assiéger la ville. Le gouverneur danois Peter Anker accepte rapidement la reddition du fort au commandement britannique. Le même jour, les Britanniques occupent le fort Dansborg où les navires sont saisis au passage.
Au cours d'âpres négociations, Frédéric de Danemark apprend la mort du Tsar Paul. La Ligue de neutralité armée est ainsi dissoute et le prince héritierfinit par céder aux exigences britanniques. Un armistice de 14 semaines est signé le 9 avril 1801, marquant le début d'une paix entre les parties. L'accord de paix définitif est signé le 23 octobre 1801. Le 17 août 1802, la colonie de Tranquebar est rendue au Danemark-Norvège.

## Révoltes et insurrections

### Révoltes royalistes en France

#### Guerre de Vendée et Chouannerie
La guerre de Vendée est le nom donné à la guerre civile qui opposa, dans l'Ouest de la France, les républicains (bleus) aux paysans et royalistes (blancs), entre l'an I et l'an IV (1793 et 1796) pendant la Révolution française.
Elle fut étroitement liée à la Chouannerie, l'ensemble de ces deux conflits étant parfois désigné sous le nom de « guerres de l'Ouest ». La Chouannerie se déroula sur la rive droite de la Loire, tandis que le soulèvement vendéen eut lieu sur la rive gauche.
Comme partout en France, la Vendée connait des manifestations paysannes au début de la Révolution française, qui est initialement bien accueillie. Mais c'est au moment de la levée en masse de 1793, que la révolte ou insurrection vendéenne s'est déclenchée, dans un premier temps comme une jacquerie paysanne classique avant de prendre la forme d'un mouvement contre-révolutionnaire. Elle se forme sur un territoire dénommé, à posteriori, par les historiens, « Vendée militaire ». Les insurgés, appelés « Vendéens », créent l'« Armée catholique et royale » en avril 1793, avec pour but de coordonner leurs efforts et se structurer. L'armée remporte tout d'abord plusieurs victoires jusqu'à l'été 1793 en s'emparant de villes comme Angers, Fontenay-le-Comte, Thouars et Saumur, mais échoue aux portes de Nantes. Après cet échec, la Terreur s'installe en France et une violente répression est mise en place par la Convention nationale. L'arrivée de renforts républicains permet aux Bleus de gagner le terrain perdu, à l'image de la ville de Cholet, bastion des forces vendéennes. En décembre, l'armée insurgée est détruite. Les affrontements prennent alors une autre tournure, Paris ordonne de brûler les campagnes pour « anéantir la Vendée » et les derniers foyers insurrectionnels. Il est donné aux soldats l'ordre de tuer tous les rebelles « trouvés les armes à la main, ou convaincus de les avoir prises » ainsi que « les filles, femmes et enfants qui seront dans ce cas ». Environ 20 000 à 50 000 civils sont massacrés durant cette période et de nombreux villages sont brûlés. Cette répression exceptionnellement dure entraîne l'effet inverse escompté et de nouvelles rebellions éclatent. En février et mai 1795, les accords de paix de La Jaunaye et de Saint-Florent-le-Vieil mettent fin à la « première guerre de Vendée ».
Pourtant, la paix est courte et les hostilités reprennent dès juin 1795 à la suite du débarquement de Quiberon. Les insurgés vendéens bénéficient de l'appui indirect des Britanniques, ces derniers utilisant leurs réseaux d'espionnage sur place pour soutenir l'insurrection vendéenne. Ce soulèvement est toutefois rapidement étouffé après la capture et l'exécution de plusieurs généraux vendéens durant l'été 1796. En juillet, la région est officiellement pacifiée.
Étalée sur trois années, la guerre a connu plusieurs phases, avec une brève accalmie au printemps 1795. Elle s'est terminée au début de l'année 1796, après une guerre d'extermination qui a fait plus de 200 000 morts et détruit de nombreux villages. C'est environ un quart de la population du territoire soulevé qui est tué durant cette guerre. La Vendée garde pendant plusieurs années les stigmates des combats et des horreurs qu'elle a subie et conserve une méfiance accrue envers la République.

### Guerre des Paysans
Après l’annexion des Pays-Bas méridionaux par la France, les révolutionnaires français commencent à mettre en œuvre leur politique à l’égard de l’Église catholique. La Constitution civile du clergé exige que les prêtres prêtent serment d’allégeance à l’État. Les prêtres qui refusent un tel serment sont considérés comme des ennemis de l’État et peuvent être démis de leurs fonctions et de leurs maisons. De plus, le 5 septembre 1798, le Conseil des Cinq-Cents adopte une loi exigeant le service militaire obligatoire. Cette loi ordonne la conscription des hommes âgés de 20 à 25 ans dans tous les territoires français. La conscription générale est une innovation et est accueillie avec colère par les hommes qui ont été forcés de servir.
La révolution commence le 12 octobre 1798, lorsque des paysans belges prennent les armes contre les Français à Overmere. Dès le début de novembre, les révolutionnaires des régions de Bornem, de Flandre, de Liège et du Luxembourg ont déjà rendu les armes, ne subsistant qu'au Brabant,,. Entre novembre et décembre, les insurgés gagnent quelques victoires comme à Kapellen et à Jodoigne par exemple. Le 3 décembre, Emmanuel Jozef van Gansen lancent une expédition avec 3 000 hommes vers Hasselt, prise le 4. Les Républicains tentent de reprendre la ville et une grande bataille a alors lieu après laquelle les paysans sont définitivement écrasés. 21 de ces hommes sont fusillés le 17 février 1799 à Bruxelles. Jusqu'en mai, ont lieu 5 procès pour juger les révolutionnaires luxembourgeois qui ont pour résultat 35 condamnés à mort, 24 emprisonnés et 19 acquittés.

### Insurrections antifrançaises en Italie

#### Révolte de Mirandola
Après le départ de Napoléon pour la campagne d’Égypte, le maréchal autrichien Pál Kray de Krajova reprend la Lombardie-Vénétie, y compris l’importante place forte de Mantoue. L’administration de Modène, craignant l’invasion imminente de leur région inférieure, devenue une zone frontalière, fait garnir la place Mirandola de 250 gardes nationaux du régiment d’artillerie cisalpine commandé par le capitaine Frattocchio, auxquels s’ajoutent 150 gardes civiques et une centaine de volontaires de Mirandola puis peu de temps après, une autre compagnie d’artillerie. Entre-temps, bien que les troupes impériales ne se précipitent pas pour attaquer Modène, dans la région inférieure de Mantoue, les partisans pro-autrichiens se renforcent : de nombreux citoyens, paysans et artisans s’arment de fourches, de pelles et de quelques fusils pour défendre leur liberté menacée par les Français et les Jacobins. À la tête de ces volontaires se trouve l’avocat Tommaso Roberti.
Le 9 avril 1799, environ 2 000 paysans de Mantoue traversent la rivière Secchia et emmènent Concordia sulla Secchia sans résistance affichant l’insigne impérial sur l’hôtel de ville. Le 14, les Républicains attaquent les maisons du village et le presbytère de Don Francesco Razzaboni, qui est arrêté et emmené à Mirandola. Dès que la nouvelle du pillage arrive, l’avocat Ruberti quitte Concordia pour le siège de Mirandola avec de nombreuses personnes arrivées des villages voisins. Le lendemain, l’armée civique de Mantoue, composée d’environ 3 000 villageois dirigée par l’avocat Roberti avec Giambattista Comi di Concordia, avec l’appui de 80 chevaliers et 100 soldats détachés du camp d’Ostiglia du général autrichien Johann von Klenau, arrive à Mirandola, prenant par surprise les 237 hommes de la garnison française, désarmée. Le capitaine Frattocchio, le commissaire du gouvernement Pietro Stecchini di Bassano et l’officier de la Garde nationale de Modène Ercole Cavallini sont arrêtés et 42 soldats sont déclarés prisonniers de guerre et envoyés à Poggio Rusco et Ostiglia. Une fois tous les symboles révolutionnaires éliminés, la Mirandola reste occupée par les Mantouans jusqu’au 27 avril. Plus tard, une administration provisoire autrichienne est mise en place et reste en fonction pendant environ un an, jusqu’au retour des Français le 19 juin 1800.

#### Grande révolte napolitaine
Le 23 janvier 1799, le royaume de Naples tombe suite à l’échec de l’expédition de l’armée des Bourbons, sous le commandement du général autrichien Karl Mack pour libérer Rome des Français. La contre-offensive des Français oblige les troupes de Ferdinand Ier à battre en retraite, qui s’enfuit à Palerme en embarquant sur l’avant-garde de l’amiral Horatio Nelson avec toute sa famille. La République parthénopéenne est proclamée dans la ville. Le mouvement sanfédiste nait alors. Fabrizio Dionigi Ruffo prend un mois pour lever une armée de 17 000 hommes. À la fin d’avril, les Sanfédistes ont soumis l’ensemble de la Calabre, la Basilicate et la majeure partie des Pouilles.
Les Sanfédistes quittent Matera et arrivent aux portes d’Altamura le 9 mai. Altamura a déjà tout arrangé avant la bataille, en fermant les portes secondaires de la ville et en préparant des munitions. Le 9 mai, la bataille a lieu, mais bientôt les Altamuriens manquent de munitions et commencent à tirer des pièces de monnaie. Cela permet à l’ennemi de se rendre compte que la situation à l’intérieur de la ville est critique et qu’elle ne durerait pas longtemps. Dans la nuit du 9 mai, la plupart des Altamuriens réussissent à s’échapper. Le matin du 10 mai, les Sanfédistes entre dans Altamura, pillant et massacrant un nombre inconnu d’Altamuriens qui y sont restés. Le séjour des Sanfédistes à l’intérieur de la ville dure 14 jours, au cours desquels les habitants d’Altamura reviennent progressivement et certains d’entre eux sont tués ou emprisonnés. À la fin du mois de mai 1799, la situation s’est déjà normalisée et Altamura est de retour sous le contrôle total du royaume de Naples.
En juin, ils commencent un siège terrestre de la ville de Naples. Pendant le siège, les irréguliers du Sanfédisme sont soutenus par la Royal Navy sous le commandement de l’amiral Horatio Nelson pour lequel Ferdinand donne à Nelson le titre de duc de Bronte, que Nelson appose à sa signature pour le reste de sa vie. La République parthénopéenne s’effondre le 19 juin 1799,,.

## Traité d'Amiens (1802)
Le traité d'Amiens est signé le 25 mars 1802 entre la Grande-Bretagne et la France et ses alliés, l'Espagne et la République batave. Ce traité met temporairement fin aux hostilités après près d'une décennie de conflits et met un terme aux guerres de la Révolution française.
À la suite de la formation de la Deuxième coalition en 1798, la France se retrouve confrontée à la Grande-Bretagne, l'Autriche ainsi que la Russie impériale. Cependant, après plusieurs défaites, l'Autriche et la Russie se retirent du conflit et laissent la Grande-Bretagne comme seul adversaire de la France. La guerre devient alors coûteuse pour les Britanniques qui se retrouvent esseulés sur la scène européenne. Après la paix avec la Russie en 1799 et la paix de Lunéville avec l'Autriche en 1801, Londres cherche également à négocier un accord pour mettre fin, jusqu'à nouvel ordre, à ces conflits.

### Négociations

#### Préliminaires
Il est intéressant de noter que Bonaparte propose dès 1799 une paix avec la Grande-Bretagne à William Grenville qui refusa, malgré une crainte grandissante des Britanniques vis-à-vis d'une invasion russe. Au milieu de l'année 1801, les Britanniques reviennent vers Bonaparte pour tenter de négocier une trêve avec la France. Dès lors, des pourparlers entre des diplomates britanniques et Talleyrand se tiennent à Paris et conduisent à la publication, le 1er octobre 1801, d'accords préliminaires. Les termes de l'accord imposent à la Grande-Bretagne de restituer la plupart des possessions coloniales françaises dont elle s'est emparée depuis 1794, d'évacuer Malte et de se retirer des autres ports occupés de la Méditerranée. La France rétablit l'Égypte sous contrôle ottoman et accepte de préserver la souveraineté portugaise. Ceylan, ancien territoire hollandais, doit rester aux mains des Britanniques tandis que ces derniers doivent reconnaître la république des Sept-Îles, établie par la France. L'Île de la Trinité reste sous le contrôle britannique et n'est pas rétrocédée aux espagnols. Ces préliminaires, signés par Louis Otto et Lord Hawksburry, sont accueillis positivement en Europe mais surtout en Angleterre dont la population croît en une paix longue et une baisse des impôts.

#### Négociations finales

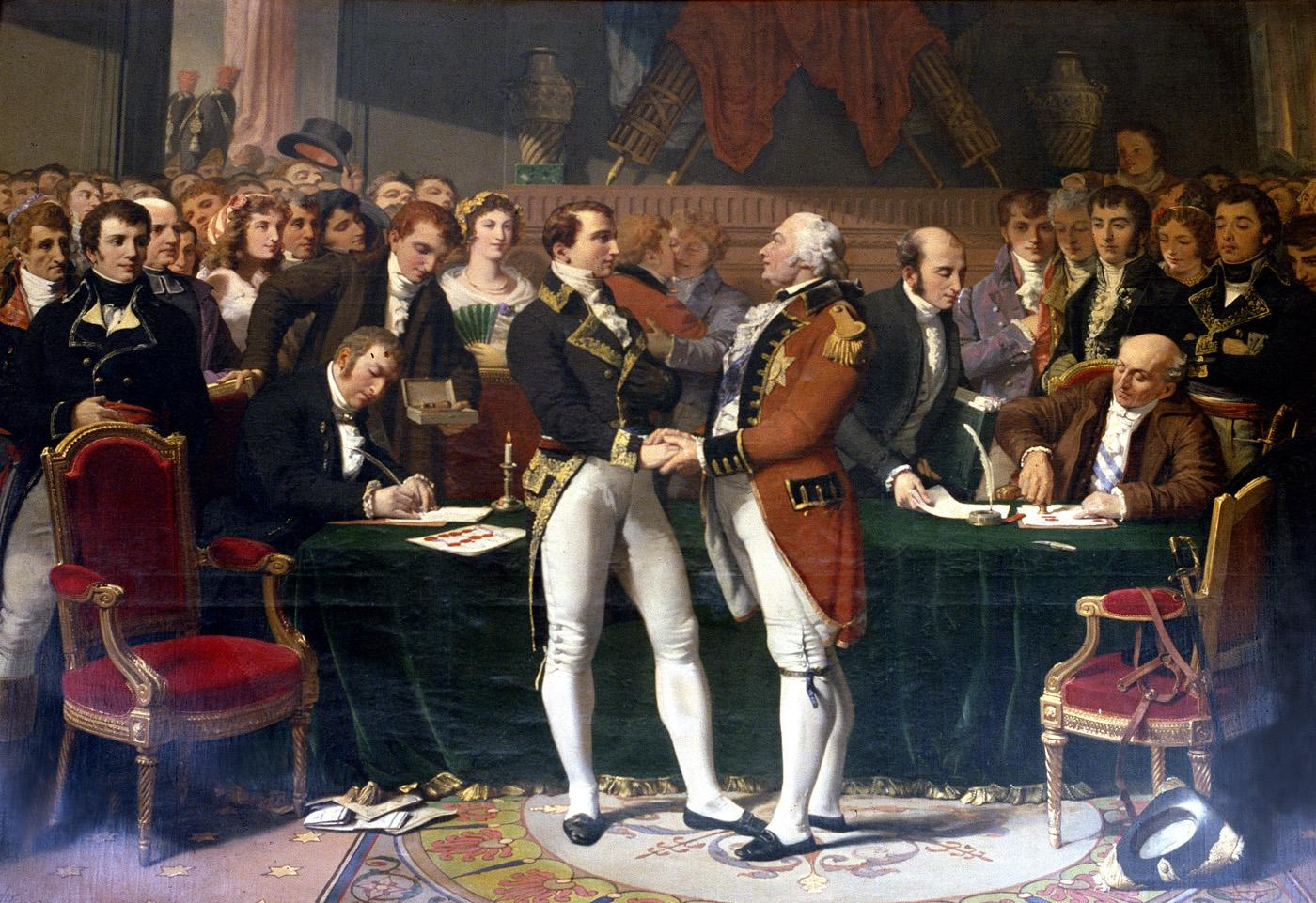
La Paix d'Amiens de Jules-Claude Ziegler, 1853.

Charles Cornwallis est par la suite envoyé à Amiens pour signer le traité. Tandis que les représentants français, Talleyrand et Joseph Bonaparte, souhaitent poursuivre les négociations pour tirer de plus grands bénéfices de cette paix. Très attendue en Grande-Bretagne, l'échec de cette dernière serait très mal vu par la population. La délégation batave se rend également à Amiens pour participer aux pourparlers. La délégation espagnole n'arrive quant à elle qu'en février 1801. Le principal point d'achoppement des dernières négociations est le statut de Malte. Bonaparte propose finalement que les Britanniques se retirent dans les trois mois suivant la signature de l'accord, et que le contrôle de l'île revienne à l'ordre de Saint-Jean de Jérusalem.
Pressé par Londres, Cornwallis signe finalement l'accord le 25 mars bien que peu satisfait du traité.

### Limites du traité
Si ce traité semble favorable à la Grande-Bretagne, qui assure à son peuple une période de trêve et garantit la conservation des possessions en Océan Indien. La France est quant à elle propulsée « au premier rang de l’Europe ». Bonaparte joue alors d'une excellente popularité dans tous les pays et se déclare peu de temps après Consul à vie. Toutefois, l'illusion d'une paix durable est trompeuse. Français comme Britanniques ont fait le choix de ne pas négocier sur les sujets majeurs et les points de conflits primordiaux à la fondation d'une paix entre les deux pays. Dès lors, les deux parties savent qu'une nouvelle guerre va bientôt éclater et se montrent réticents à appliquer les conditions du traité, tout avantage doit être conservé dans cette période de guerre qui s'annonce encore longue en 1802. Selon l'historien Martin Philippson, cette paix est la plus « dangereuse » qui ait jamais été conclue par la Grande-Bretagne.

## Guerres révolutionnaires et réseaux d'espionnage
Les guerres révolutionnaires contribuent à l'émergence de l'usage de l'espionnage militaire en temps de guerre. En effet, de nombreux réseaux d'espions, coordonnés par des émigrés et des contre-révolutionnaires, et par les monarchies européennes coalisées, agissent en France pour déstabiliser la République naissante. Ainsi, l'Angleterre apporte son soutien à Louis-Alexandre de Launay, ancien député sous l'Assemblée constituante et contraint à l'émigration, alors que celui-ci constitue un vaste réseau d'espionnage dans toute l'Europe. En France, ses réseaux, incarnés notamment par l'Alliance royaliste, collectent des renseignements au service de l'armée britannique et tentent d'organiser des soulèvements à proximité de Paris. De même le « réseau de l'Ouest », actif en Vendée et dans l'Ouest de la France insurgé, fait office de liaison entre l'Angleterre et les insurgés. L'Angleterre fait des îles anglo-normandes la base arrière des réseaux d'espionnage britanniques et contre-révolutionnaires.
D'autres réseaux d'espionnage contre-révolutionnaires existent en Europe. L'« Alliance de Souabe », implantée en Prusse, utilise l'élan provoqué par la défaite française lors de la bataille de Stockach, pour tenter d'organiser de grands soulèvements royalistes pour faire chuter la République en 1799, en vain. Ce réseau comprend à la fois d'anciens généraux comme Amédée Willot et Louis François Perrin de Précy, ainsi que d'anciens députés de l'Assemblée constituante hostiles à la République comme Jacques Imbert-Colomès. En Suisse, Antoine Balthazar Joseph d'André, émigré en Suisse, organise de nombreux complots de l'extérieur afin de favoriser les contre-révolutionnaires français.

## Innovations militaires

### Armement et innovation technologique

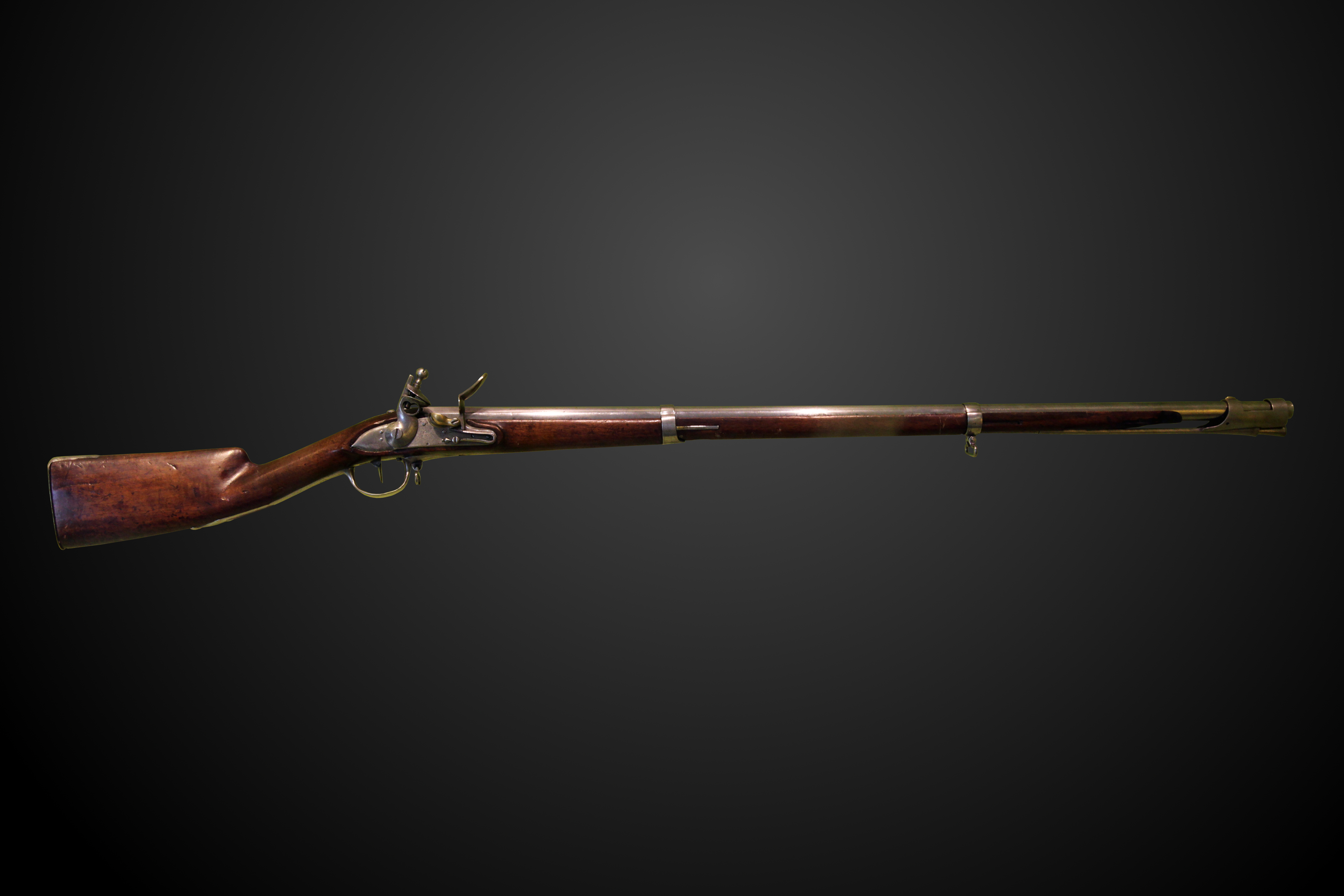
Exemplaire de fusil Modèle 1777, dont l'usage se généralise dans l'infanterie française lors des guerres révolutionnaires.

Les guerres révolutionnaires ont entraîné de nombreuses évolutions au sein de l'armée française, notamment concernant l'armement. L'artillerie et les armes à feu se modernisent et se standardisent. Ces conflits généralisent notamment le système Gribeauval en termes d'artillerie, permettant la formation de troupes d'artillerie mobiles déplaçant les canons à cheval, pouvant offrir un soutien aux troupes au sol au plus près des combats. Les canons du système Gribeauval se distinguent pour leur cadence (capacité à tirer trois boulets de six kilos par minute) et leur portée (800 mètres pour les boulets) remarquable pour l'époque très efficaces pour l'époque. Les guerres révolutionnaires entraînent également la généralisation du fusil Modèle 1777, dont la portée est efficace jusqu'à 150 mètres. Sa production passe de 26 000 fusils produits jusqu'en 1789 à plus de 56 000 entre 1794 et 1796. La généralisation massive de ces nouveaux outils, antérieurs à la Révolution, donne aux troupes françaises un avantage considérable.
Les guerres révolutionnent également le système de communication en temps de guerre, avec l'invention du télégraphe Chappe, inventé par l'ingénieur français du même nom en 1794. Ce télégraphe facilite grandement les communications entre le pouvoir politique à Paris et les troupes sur le front.
Enfin, à l'occasion de la bataille de Fleurus de 1794, les troupes françaises révolutionnent le renseignement militaire, en utilisant pour la première fois un ballon captif en situation de combat, permettant d'observer un champ de bataille depuis les airs.

### Réorganisation de l'armée française
À l'occasion des guerres révolutionnaires, l'usage de la tactique de l'amalgame militaire, consistait à fusionner plusieurs corps militaires en une seule troupe. Par exemple, le 21 février 1793, les troupes de volontaires et d'infanterie de ligne sont fusionnées afin d'uniformiser et mieux organiser les combats de première ligne.
La structure de l'armée française en sort considérablement modifiée par cet usage de l'amalgame, celle-ci étant désormais divisée en demi-brigades de 3 300 hommes, divisés en deux bataillons de volontaires, un bataillon de ligne et une compagnie d'artillerie. Le modèle de la division, antérieur à la Révolution car théorisé par Maurice de Nassau, s'impose aussi au sein de l'armée, instituant ainsi des unités autonomes disposant de leur propre cavalerie (une brigade par division), mais aussi de leurs propres brigades d'infanterie et de leur propre régiment d'artillerie.
Afin d'assurer le contrôle de l'armée révolutionnaire par le pouvoir politique, de s'assurer de sa loyauté et de coordonner l'organisation sur place des troupes, la Convention nationale créée la fonction de représentant en mission en 1793. Ce dernier, choisi parmi les députés, nommé pour organiser l'effort militaire dans un espace donné, peut nommer et destituer tous les officiers, organiser la justice militaire sur place (répression des soldats contre-révolutionnaires, installation des tribunaux militaires), organiser les réquisitions mais aussi décider de la conduite des combats et de la marche des troupes.

### Levée en masse et affirmation de l'armée nationale

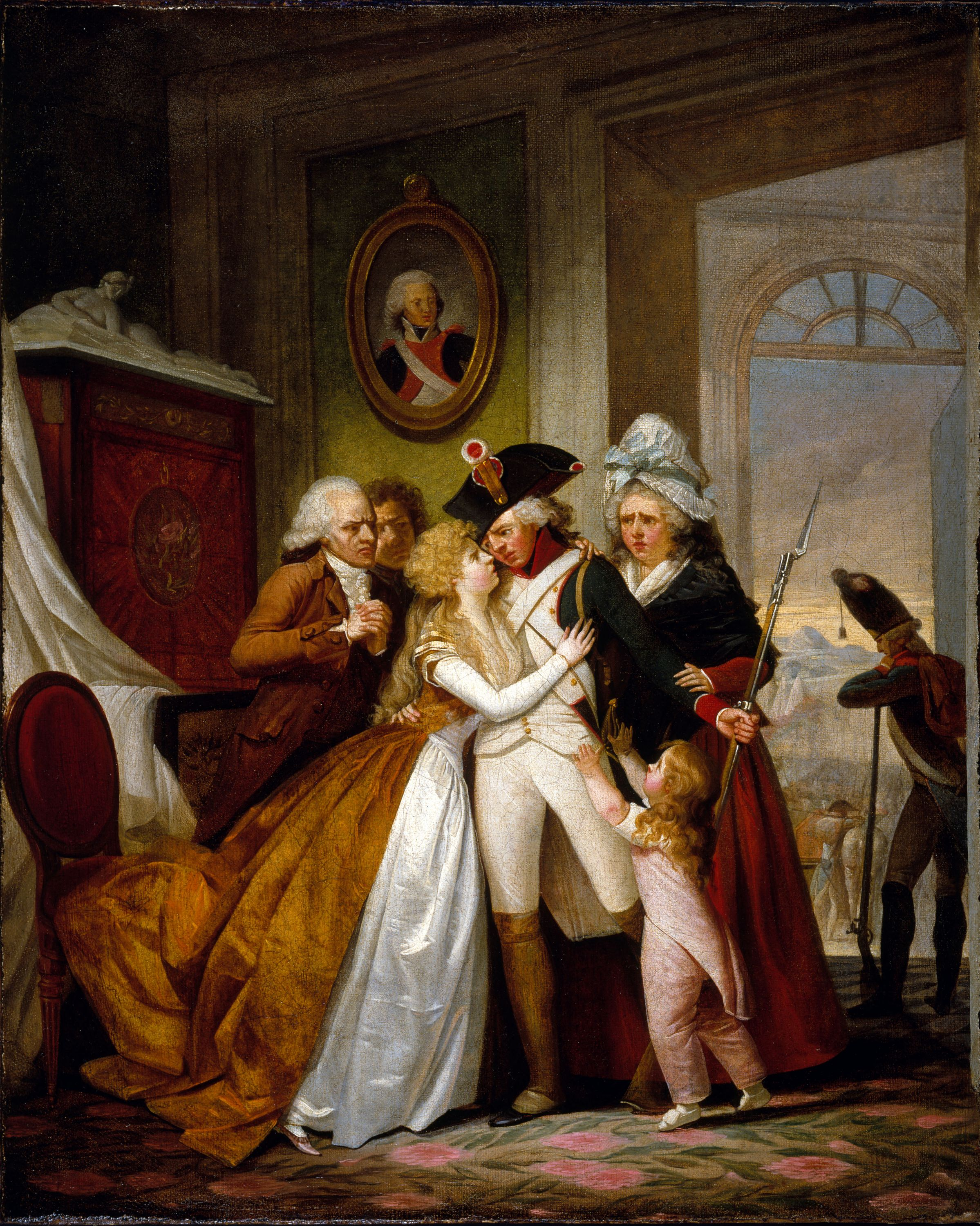
Le départ du volontaire, vers 1793, peinture anonyme, musée Carnavalet.

Les guerres révolutionnaires sont particulièrement novatrices car, en France, elles introduisent progressivement le principe de service militaire obligatoire et de mobilisation de l'ensemble d'une nation au sein de l'armée en temps de guerre. Le concept de nation, nouvellement proclamé par la Révolution, devient le cadre autour duquel se reconstitue progressivement l'armée française.
Dès 1791, le nouveau pouvoir révolutionnaire transforme l'armée française afin de rompre avec l'ancien régime, dans l'espoir d'en faire une force armée basée sur un fonctionnement méritocratique au service du peuple, avec notamment l'ouverture de tous les emplois militaires à l'ensemble des citoyens indépendamment de leur origine sociale et de leur ancien rang. En 1791, pour pallier le manque d'effectifs, le pouvoir fait venir 100 000 volontaires dans les rangs de l'Armée en juin 1791.
Toutefois, l'entrée en guerre et le manque d'effectifs entraînent un besoin urgent de nouvelles troupes dans l'armée. En effet, seule une partie des troupes héritées de l'Ancien régime sont restées dans l'Armée sous la Révolution, à cause des phénomènes d'émigration. Le 12 juillet 1792, le gouvernement est ainsi contraint de mobiliser des troupes de façon contrainte, en réquisitionnant 50 000 hommes pour être sur la ligne de front, en plus des 36 000 volontaires supplémentaires.
L'origine géographique et sociale des appelés lors des levées en masse est très diverse, et témoigne de grandes disparités et inégalités. Ainsi, la plupart des appelés parisiens lors des premières levées en masses sont issus des couches moyennes et populaires de la population : plus de 40 % d'entre eux sont des artisans et boutiquiers, 20 % sont des ouvriers et compagnons, 15 % sont des commis. À l'inverse, moins de 15 % des appelés sont issus de la bourgeoisie, que ce soit de la bourgeoisie d'affaire ou de la bourgeoisie à talent. De même, les levées en masse concernent en nombre et en proportion davantage d'hommes du Nord-Est de la France, de la Haute-Normandie à la Franche-Comté
Face à une crise d'effectifs toujours plus forte face à des moyens militaires croissants, la Convention nationale vote le 25 janvier 1793 une décision de principe proclamant sa volonté de lancer une levée en masse, complétée par un décret du 24 février visant à mobiliser 300 000 hommes. Désormais, tout homme ayant entre 18 et 40 ans, sans enfant et célibataire ou veuf, sont mobilisables. Pour atteindre le nombre général de 300 000 hommes, le décret fixe un contingent d'hommes par départements, incluant les volontaires et les hommes mobilisables sous réserve que le nombre de volontaires ne soit pas suffisant. En cas de manque de volontaires, les communes fixent les modalités de nomination et d'envoi d'hommes mobilisables parmi les habitants. D'autres levées sont organisées par la suite selon les besoins militaires : 30 000 hommes requis en 1794 puis en 1795 et 1796, et 22 000 requis en 1797 et 1798. La loi Jourdan-Delbrel de 1798 finit par établir le principe de conscription.
L'embrigadement de la population ne concerne pas que la mobilisation de soldats potentiels, mais touche aussi la société dans son ensemble. À partir du 23 août 1793, sur décision de la Convention, se met en place une mobilisation économique et productive du reste des civils : les hommes restés au front fabriquent les armes, tandis que les femmes fabriquent les tenues des militaires.
Si ces levées et cette mobilisation de la nation suscitent de multiples tensions, elles permettent de combler largement le retard de la République quant au nombre de soldats, en mobilisant entre 600 000 et 700 000 soldats français en 1794, soit bien plus que la Russie (400 000 soldats), l'Autriche (300 000), ou la Prusse (200 000) à la même époque.

## Conséquences

### Sur le plan des relations internationales
Par leur intensité et par les motivations idéologiques qui en sont à l'origine, les guerres révolutionnaires marquent une rupture géopolitique majeure avec l'ordre diplomatique européen hérité de traités de Westphalie de 1648. Ce dernier repose essentiellement sur la reconnaissance mutuelle de la souveraineté de chaque État européen, sur l'équilibre des puissances et sur la délimitation de la guerre de telle sorte qu'elle ne vise pas à l'anéantissement de l'autre. À l'inverse, ces guerres introduisent une dimension idéologique - souveraineté nationale contre souveraineté royale - comme causes des conflits, et une diplomatie basée sur le rapport de forces entre puissances primant sur la reconnaissance mutuelle de souveraineté des États, comme en attesterait l'annexion de puissances neutres, comme la république de Venise, envahie en 1797. Toutefois, les guerres révolutionnaires incarnent davantage une conséquence de la chute de l'ordre westphalien qu'une cause de celui-ci, ses principes ayant été bafoués dès la seconde moitié du dix-septième siècle, avec les partages successifs de la Pologne dans les années 1770.

### Expansionnisme et désir de grandeur en France
À l'issue des guerres révolutionnaires, la France a annexé sous la forme de départements de nouveaux territoires à sa frontière nord (incluant une partie de la Belgique) ainsi que vers les Alpes (incluant Genève mais aussi la Savoie).
L'expérience de la guerre transforme le rapport des révolutionnaires et d'une partie des Français au fait militaire, passant d'un rejet de toute politique d'annexion à l'approbation de guerres supposément porteuses de liberté. En 1790, l'Assemblée constituante proclame officiellement une « paix au monde », afin d'espérer établir une paix perpétuelle en Europe et rompre avec une conception monarchique de la guerre, conçue comme un horizon normal des relations internationales et une source de gloire pour les rois victorieux. Avec la proclamation de la guerre à l'Autriche, ses principes sont officiellement maintenus, même si la majorité des conventionnels de l'époque envisage désormais la guerre comme un moyen d'apporter la liberté à des peuples jugés opprimés par les souverains européens. Sous le Directoire, les révolutionnaires assument finalement leur volonté d'exporter la Révolution en exportant leurs valeurs, en impulsant la constitutions de républiques sœurs en Italie et aux Pays-Bas.
Pour l'historien Aurélien Lignereux, les guerres révolutionnaires anticipent et sont un prélude des guerres napoléoniennes parce qu'elles favorisent l'émergence d'une « conscience impériale » au sein des générations de français ayant participé ou été témoin de la Révolution et de ces guerres. Ces générations ont en effet fait face à une expérience de guerre totale dans laquelle l'enjeu principal, selon elles, est le triomphe des idéaux révolutionnaires et la survie de la France comme nation souveraine. En mobilisant une part importante des citoyens via le système de conscription, les guerres révolutionnaires popularisent ainsi une « culture des armes » au sein de la population, et une acceptation de la guerre de conquête comme outil de riposte face aux puissances ennemies anglaises et autrichiennes. La propagande de guerre sous Napoléon s'appuierait sur ces mécanismes pour justifier par la suite ses campagnes militaires.